# サボテン

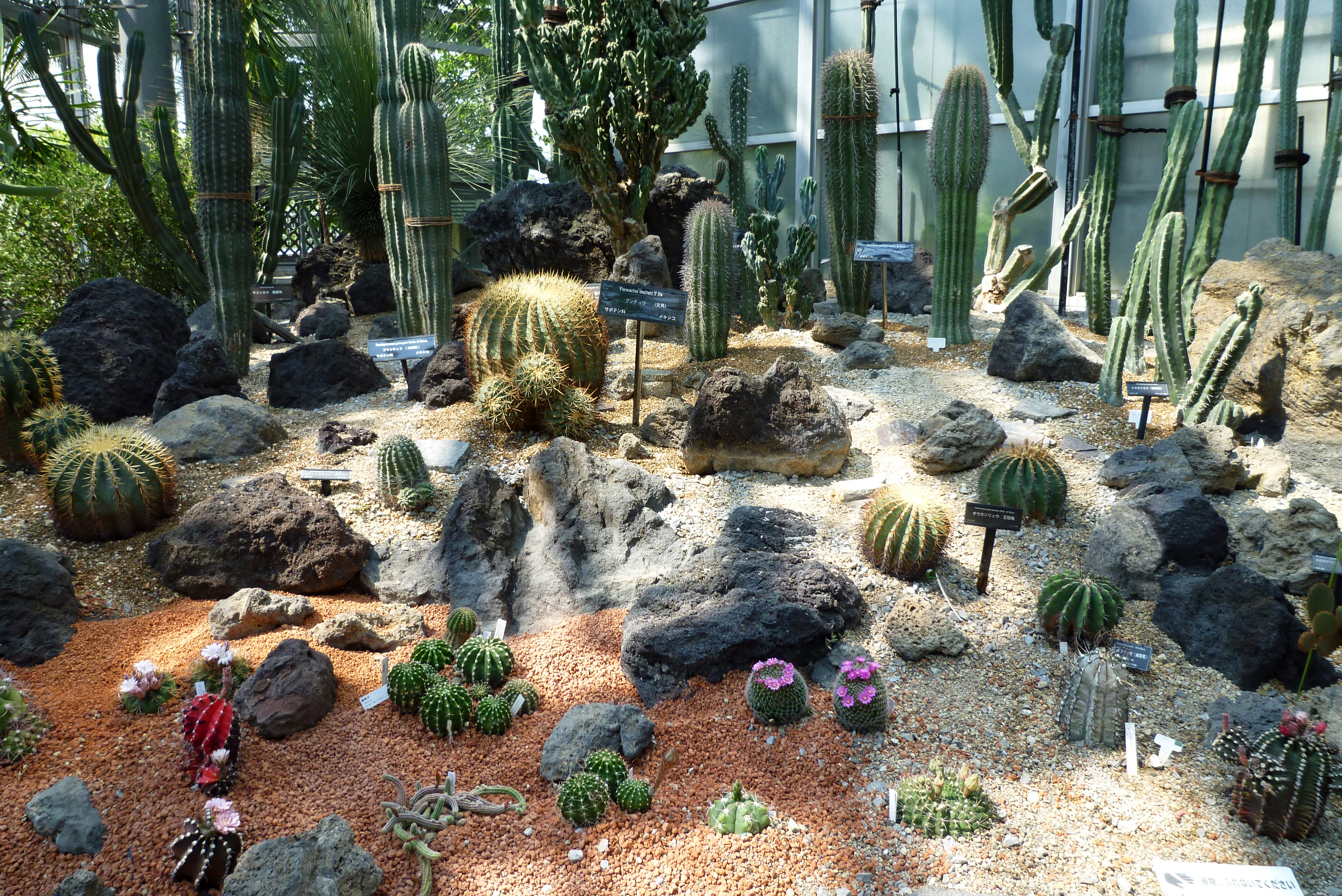
サボテン

サボテン（シャボテン、仙人掌、覇王樹）は、サボテン科に属する植物の総称である。北アメリカと中央アメリカを中心に2000種以上ある。サボテンは多肉植物の一種にあたる。「多肉質の葉や茎、根にたっぷり水を蓄えた多様な植物の総称」が、多肉植物で、そのなかで「刺座（しざ、とげざ）」という特別な器官をもつものがサボテンに分類される。棘の部分は葉や茎が変化したものであると考えられている。

## 語源
日本には16世紀後半に南蛮人によって持ち込まれたのが初めとされている。彼らが「ウチワサボテン」の茎の切り口で畳や衣服の汚れをふき取り、樹液をシャボン（石鹸）としてつかっていたため「石鹸のようなもの」という意味で「石鹸体（さぼんてい）」と呼ばれるようになったとする説が有力 であり、1960年代までは「シャボテン」と表記する例もあった（伊豆シャボテン公園は1959年に開園）。
中国では1591年の『遵生八牋』に「覇王樹」の名前が見える。1688年には『秘伝花鏡』に「仙人掌」。日本での文献初出は1688年で、覇王樹とトウナツ（Opuntia tuna のことか）とある。
英語でサボテンを表す Cactus（カクタス、キャクタス）は、古代ギリシア語で棘だらけの植物を指すのに使われた κάκτος（カクトス） という単語がラテン語の Cactus（カクトゥス）を経て取り入れられた言葉である（棘を持つ食用のアーティチョークを指す語がcactusの語源）。ラテン語では複数形が「Cacti」（カクティー）、属格も「Cacti」（カクティー；おおむね「サボテンの」という意）と屈折し、これらも英語に取り入れられている（英語の Cacti の発音は「カクタイ」に近い）。1753年に、分類学の父カール・フォン・リンネが『植物の種』にてサボテンの総称としてCactusの名を使った。

## 形態

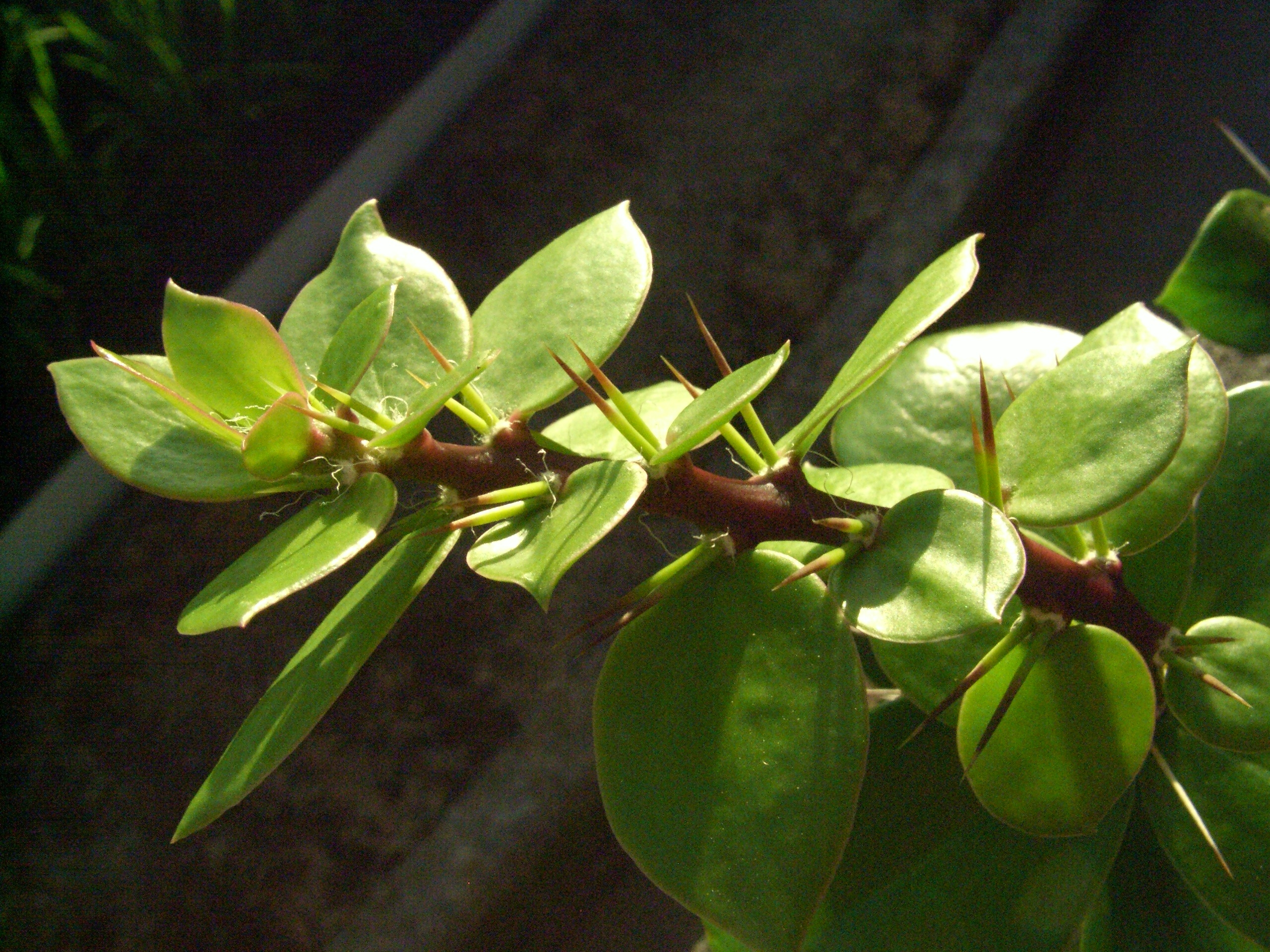
コノハサボテンの一種、月の砂漠。他のサボテンとあまり似ていないが、棘は強力である。

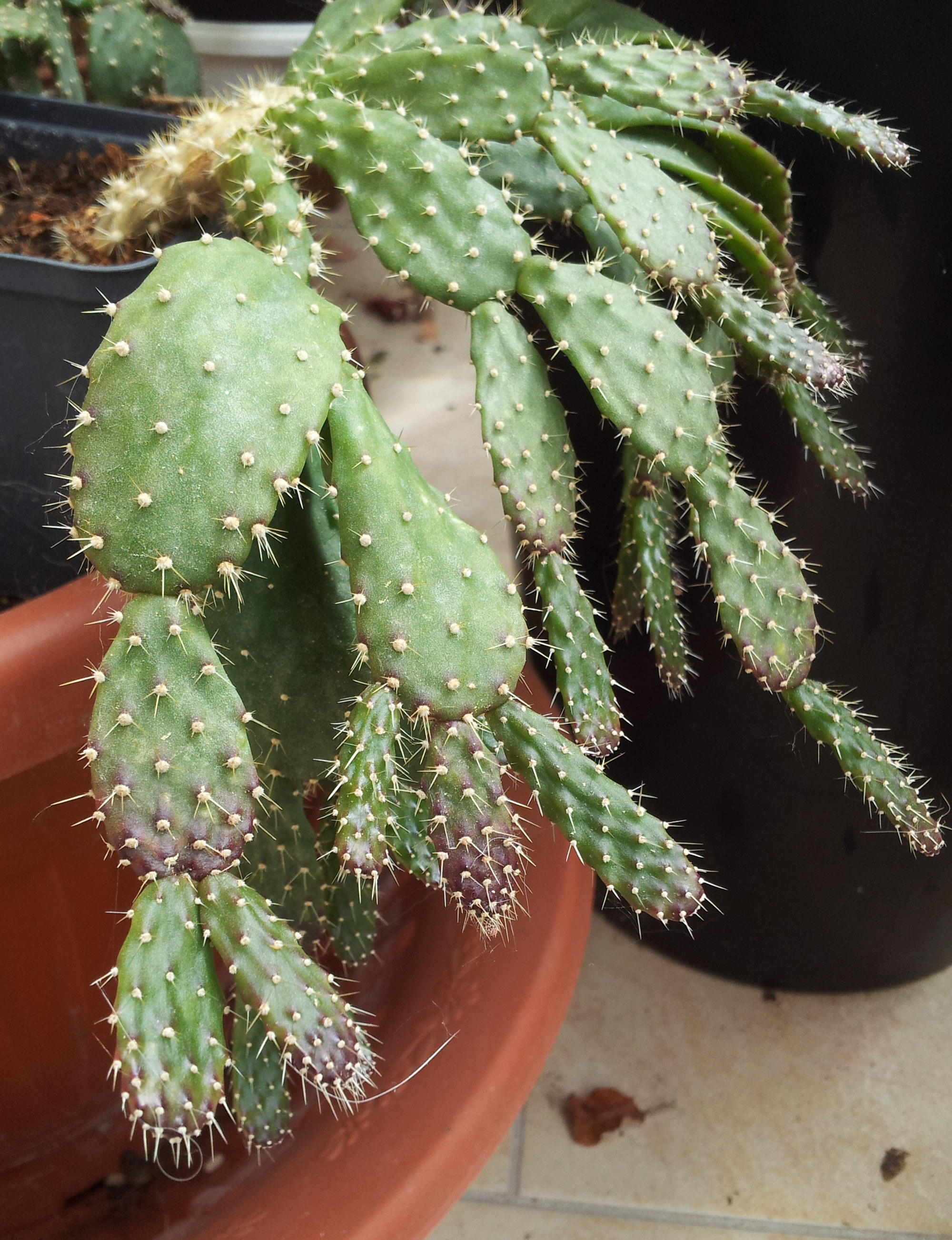
多数の茎節を持つ

サボテンの形態は様々であるが、一般的に茎は筒または球型、葉は針状もしくは退化している。全ての種が一種の短枝である刺座（しざ）またはアレオーレ（areole）と呼ばれる器官を持つ。基本的に腋芽には刺座が形成され、多くの場合そこにスポット状に葉の変化した棘が密生する。またしばしば刺座は綿毛で覆われる。根は主根が深く伸びる主根系のものが多く、中には主根が芋の様に肥大するものもあるが、主根が発達しないひげ根系のものもある。貯水組織が発達し、耐乾性に優れているものが多い。
形態として、樹木状サボテン、柱サボテン、玉サボテン、その他となる。

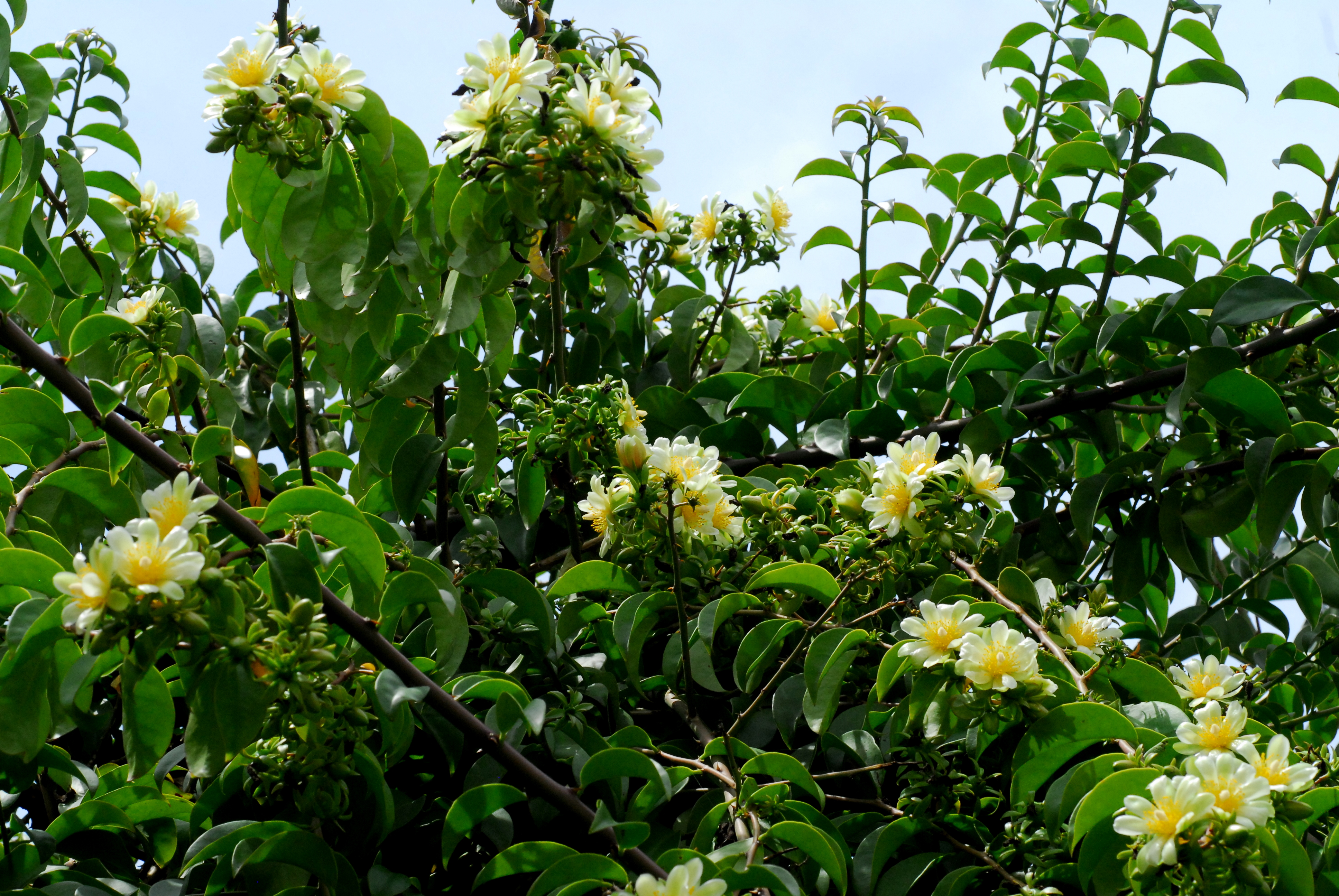
樹木状サボテン (サボテンの先祖とされるモクキリン（英語版）)
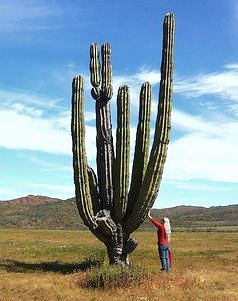
樹木状サボテン (ブリンチュウ（英語版）)
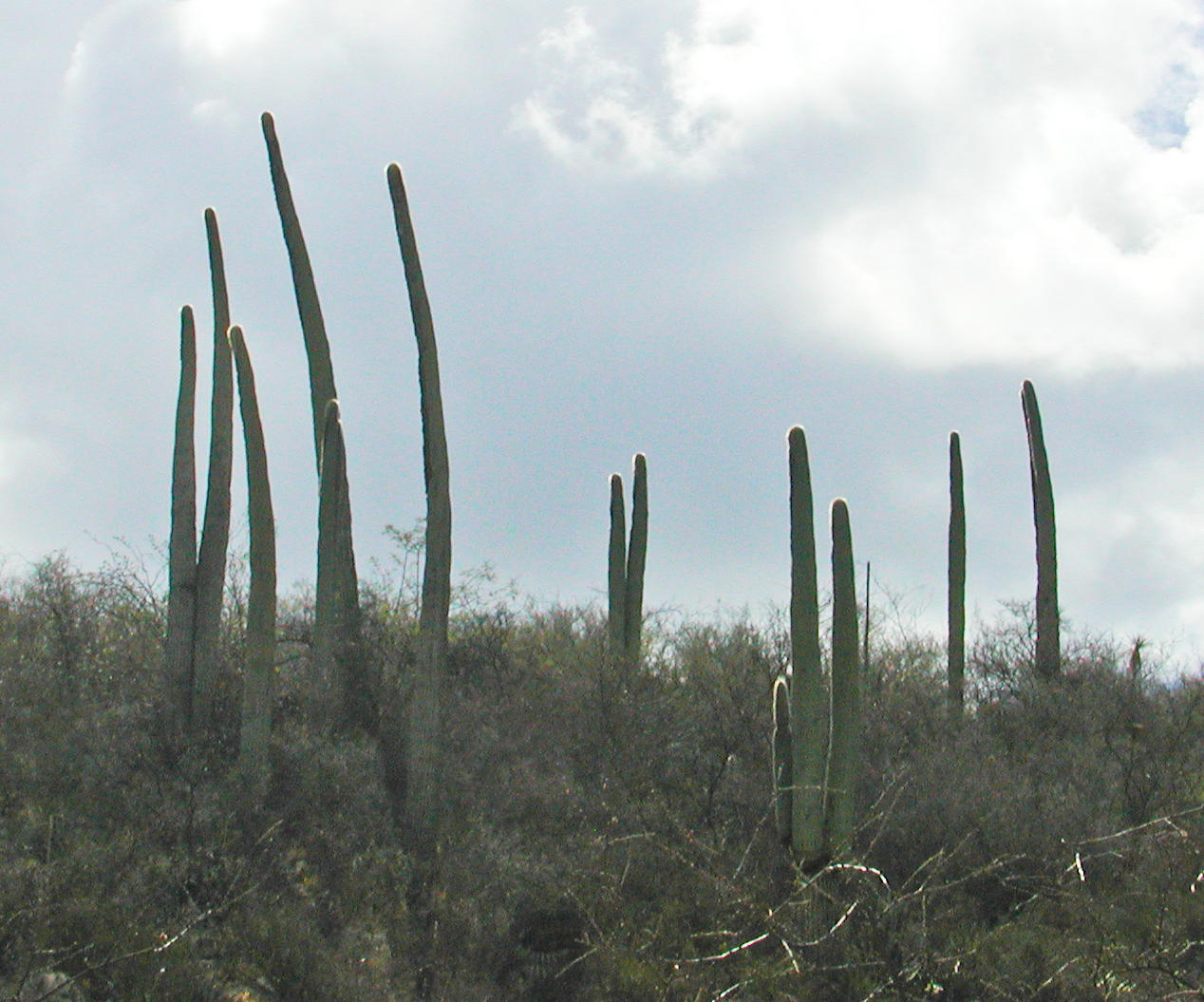
柱サボテン (Cephalocereus)
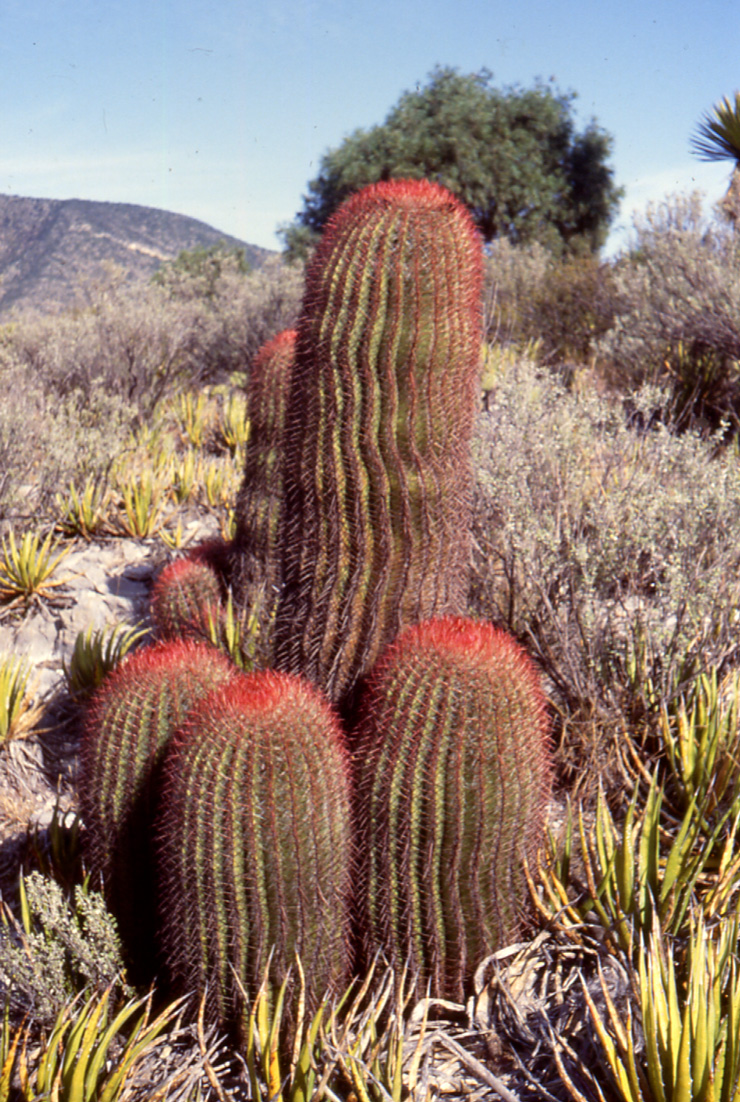
背の低い柱サボテン(Ferocactus pilosus)
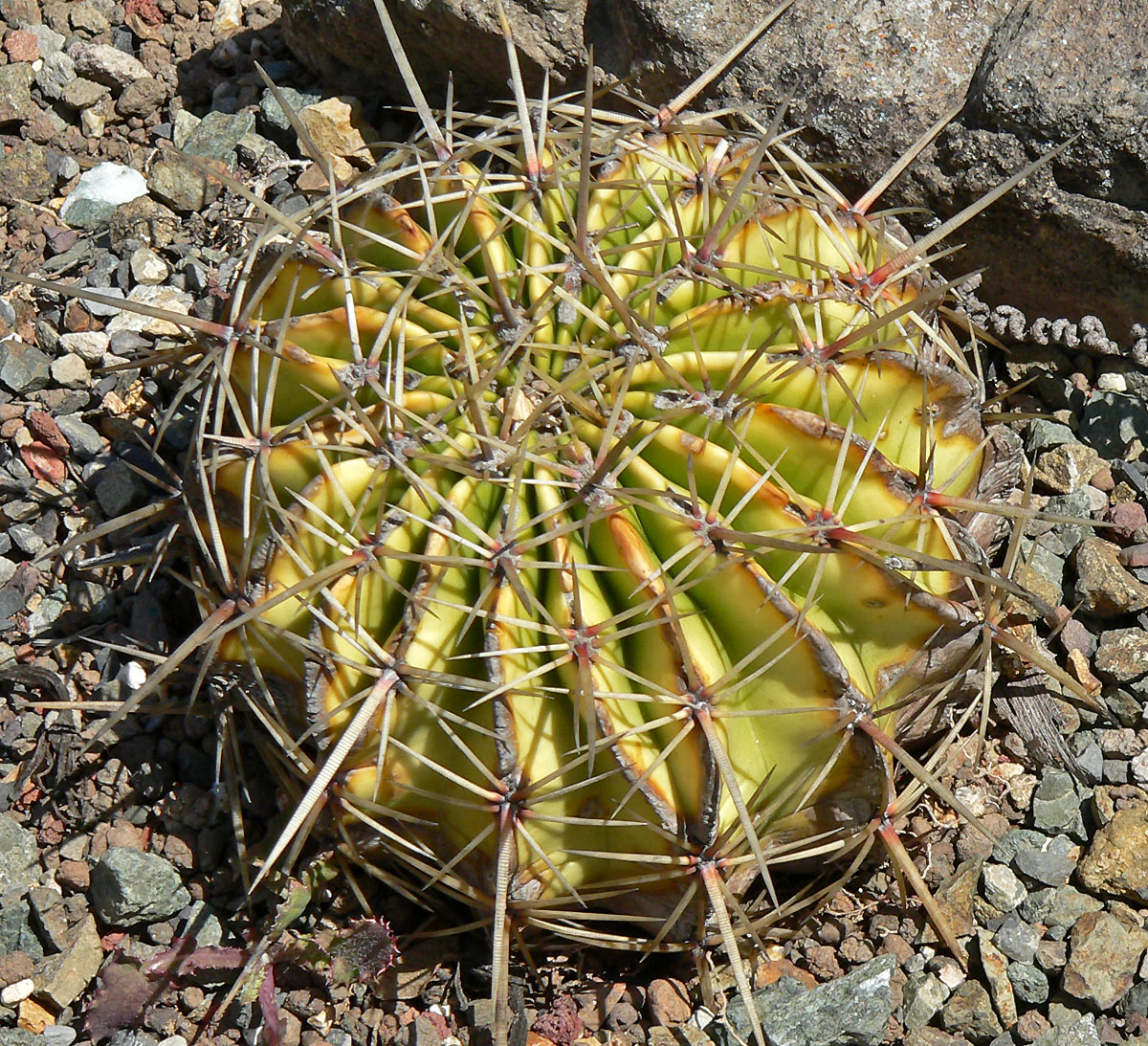
玉サボテン (Ferocactus echidne)
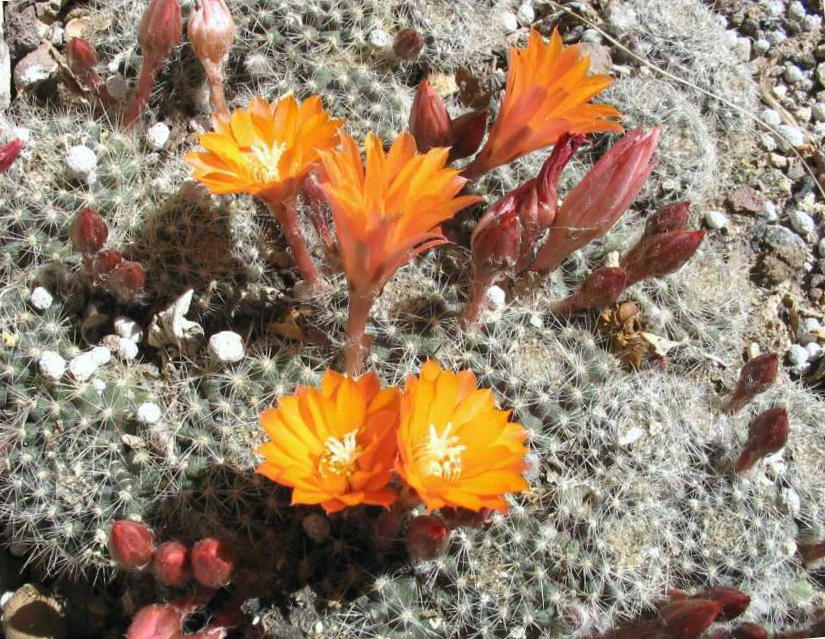
群生玉サボテン (レブティア属（英語版）、集合してるように見えて単独のR. flavistyla)
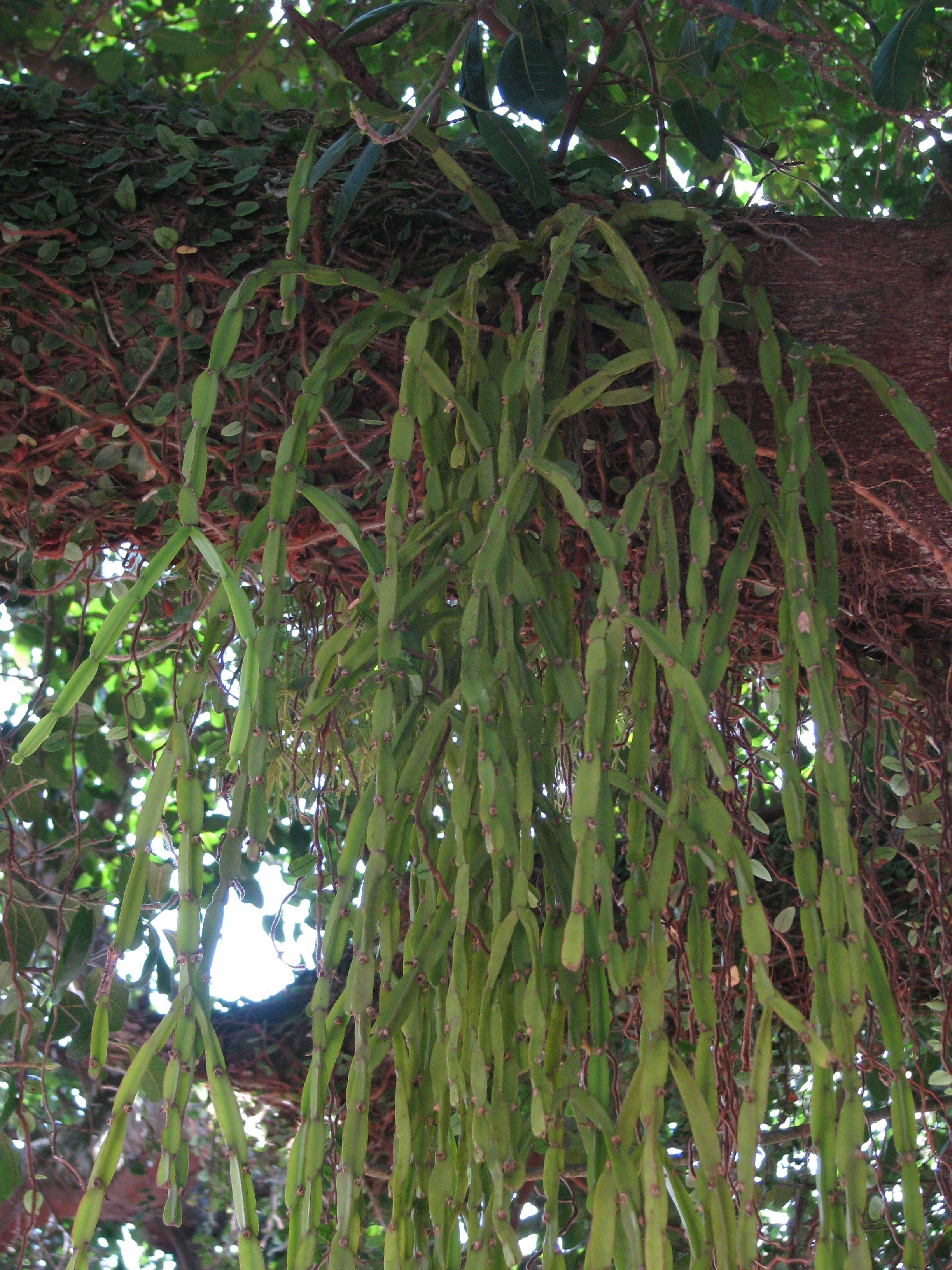
着生植物リプサリス属のサボテン (Rhipsalis paradoxa)

サボテンの最も原始的な形のグループはコノハサボテン亜科のコノハサボテン属 (Pereskia) で、長枝につく葉は棘状にならず、木の葉らしい形を維持している。一見サボテンに見えない形をしているが、刺座が存在するのでサボテンの仲間とわかる。
こうした形の祖先からより多肉植物として特殊化し、長枝の葉が鱗状に退化したウチワサボテン（オプンティア属など）や、針状に変化していない葉を全くつけない柱サボテンが出現したと考えられる。球形のサボテンは柱サボテンの太くて短いものであると見なせる。
トウダイグサ科（Euphorbia 属）やキョウチクトウ科（旧分類ではガガイモ科）（Hoodia 属など）の植物には、退化した葉、放射相称形（上から見たウニのような形）の多肉質の茎、棘など一見すると球形サボテンや柱サボテンにそっくりなものがある。これらは乾燥した気候に適応する収斂進化（しゅうれんしんか）の結果生み出された相似である。これらはサボテンに特有のアレオーレ（刺座）を欠くことでサボテンと区別できる。
花弁中に含有される色素は、通常はアントシアン系のアントシアニジンやペチュニジンなどであるのに対し、サボテン科はベタイン系色素を含有し、化学分類上マツバボタン（スベリヒユ科）などと類縁関係があるとされている。アントシアニン系の色素を持たないため、青色の花は咲かず、赤〜黄、紫色の花が咲くのが基本である。
サボテンは、CAM型光合成の機能を獲得し、砂漠といった水分が慢性的に不足し、かつ昼夜の温度差が大きい環境に適応したものだと考えられている。通常の植物は昼に気孔を開け、CO2を取り込む。ただし、このような環境下の場合、同時に大量の水分を失ってしまう。しかし、CAM植物は涼しい夜に気孔を開け、CO2の取り込みを行い、昼は気孔を閉じることで水分の損失を最小限に抑えることができるものである。

### 茎
茎のひだは、稜（rib）と呼ぶ。この稜が目立つほど、乾燥しており、茎に水分が補充されると稜が伸びて目立たなくなる。この伸び縮みする機能によって表皮組織が傷つかないようになっている。
茎は、葉緑体や気孔があり光合成が可能である。
茎全体はクチクラ（ワックスの皮膜）で水分の損失や強い日差しや低温を防いでいる。
平らな葉のような節になっているものは、茎節（けいせつ）、扁茎（へんけい）とも呼ばれる。節を切って、さし芽で植えると根が生えてきて、根ができた親茎節からは、新しい茎節（娘茎節）が生えてくる。例：Schlumbergera opuntioides。

### 刺座
サボテンは刺座と呼ばれる特殊な短枝を持つ。短枝自体は極端に短縮し脇芽と殆ど同化した枝のことで、他の植物にもしばしばみられるが、サボテン科においては短枝が毛に覆われ、かつそこに付く葉が棘になって密生する点に特徴がある。ちなみに長枝の葉は棘にならない。葉が全くないように見える柱サボテン亜科ではあるが、実は顕微鏡サイズに縮小しているだけで、やはり普通の葉として発生している。
ある種のコノハサボテンは、刺座に付く刺の一部を普通の葉として発生させる（オオバキリンやツキノサバク等）。乾季がある地域に分布する種にこの機能が備わっている例が多く、葉をつけるために枝を伸ばす必要が無いため雨期になると急速に葉を茂らすことができる。一方で、熱帯雨林や亜熱帯湿潤地域に分布する常緑性の Leuenbergeria bleo やモクキリン（杢麒麟）はこの機能を持たず、刺座に付く葉は全て棘として発生する。
オプンティア・ミクロダシスは、霧や結露によってトゲに集まった水滴を（たとえ根の方に向いたトゲであっても）刺座に送り、刺座下部の円錐状のトンネルにて茎節内の粘液と接触して急速に水分を吸収する。

### 刺（トゲ）
さわると抜ける芒刺など、さまざまな形態のトゲを持つ。英語では、葉が変化したspineと、枝が変化したthornで区別される。
棘は大小長短、密度、硬さ、まっすぐであったり曲がっていたり形態は様々である。棘の他に長い毛を生やすものもある。これらは動物による食害から身を守ったり、あるいは脱落した植物体の一部が動物の体にくっついて運ばれた先で根付く栄養繁殖の手段であったり、表面積を増やし空気中の水分を露として凝結させたりする。植物体全体を覆うほど発達したものは、吹きつける砂嵐や、強すぎる陽光、冷気を防ぐなど、様々な役割を果たしている。

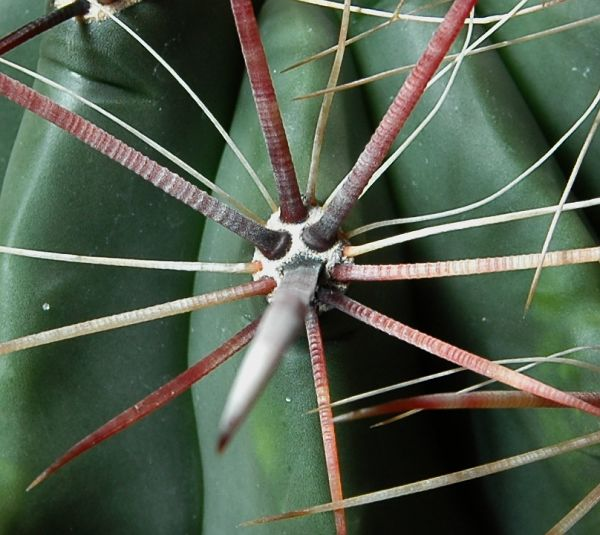
様々な棘を持つFerocactus
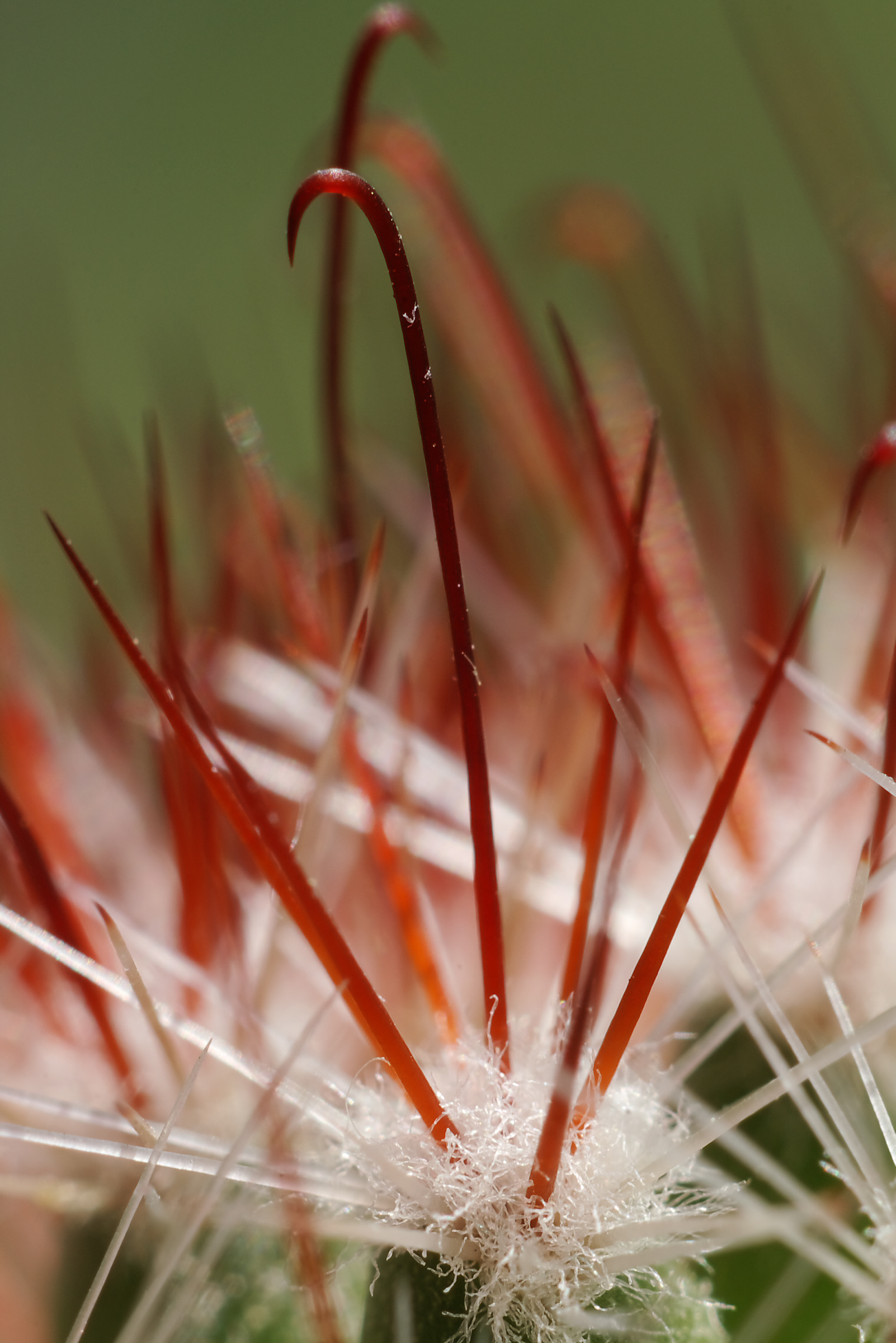
Mammillaria rekoiの返しのついた棘
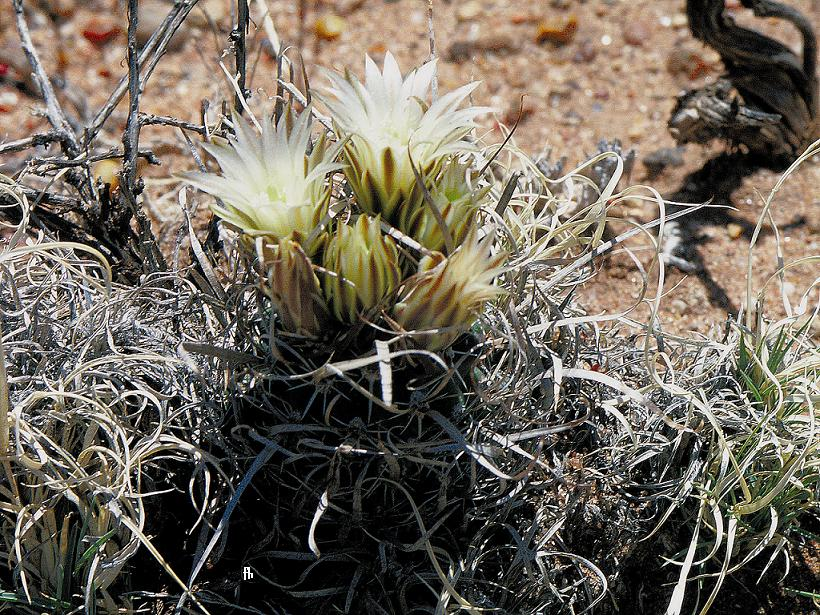
Sclerocactus papyracanthusの平たいトゲ
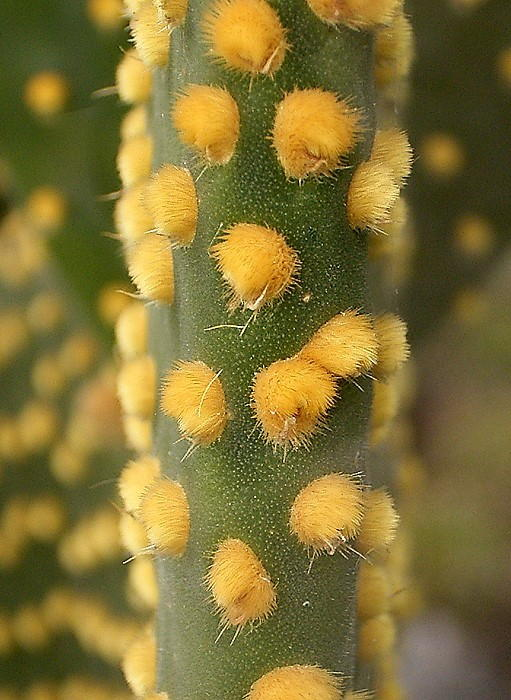
Opuntia microdasysの芒刺（英語版）

### 花外蜜腺
24属74種以上に、花外蜜腺が確認されており、4種の分類となっている。
1. 他のトゲと見分けがつかないもの。トゲの先端から基部まで複数の場所から蜜が出る。蜜の量は若い伸びている棘で多い。
2. 蜜を出すことに特化したトゲ。
3. 開花時のみにできる開花枝につく小さな葉に蜜腺が確認できる。
4. 刺座周囲の表皮

### 花
さまざまな花が咲く。

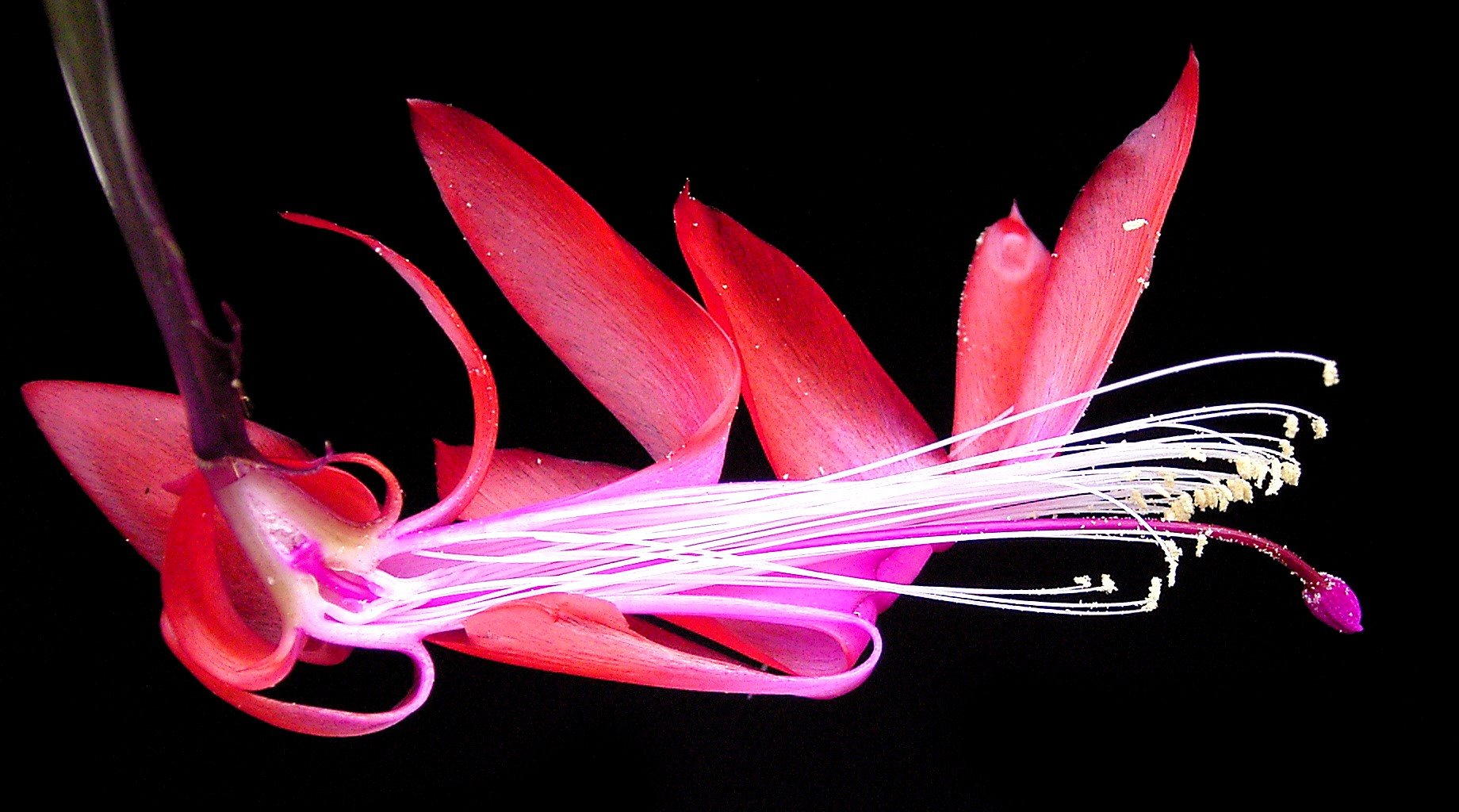
鳥媒花のシャコバサボテンの花断面図
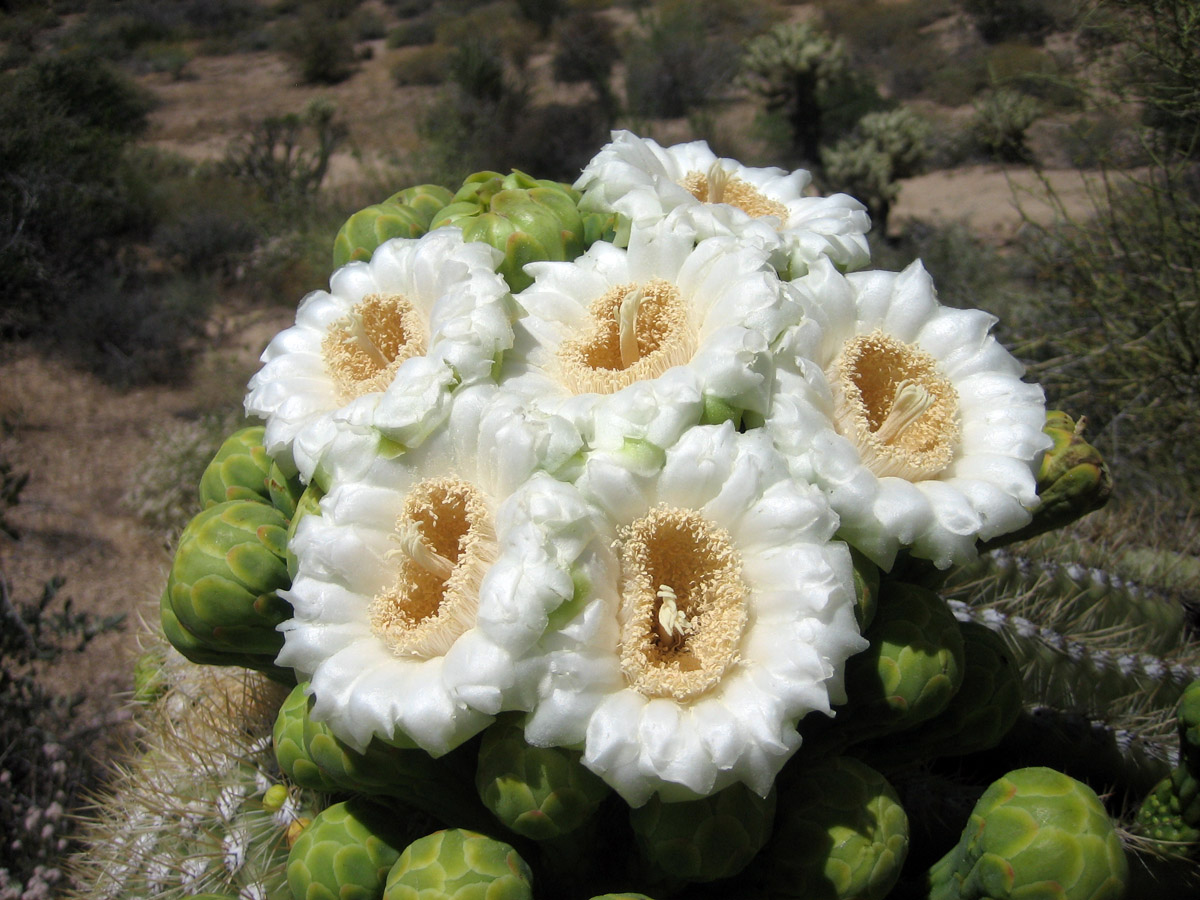
蝙蝠に受粉を媒介してもらえるように発達したサグアロ

## 分布

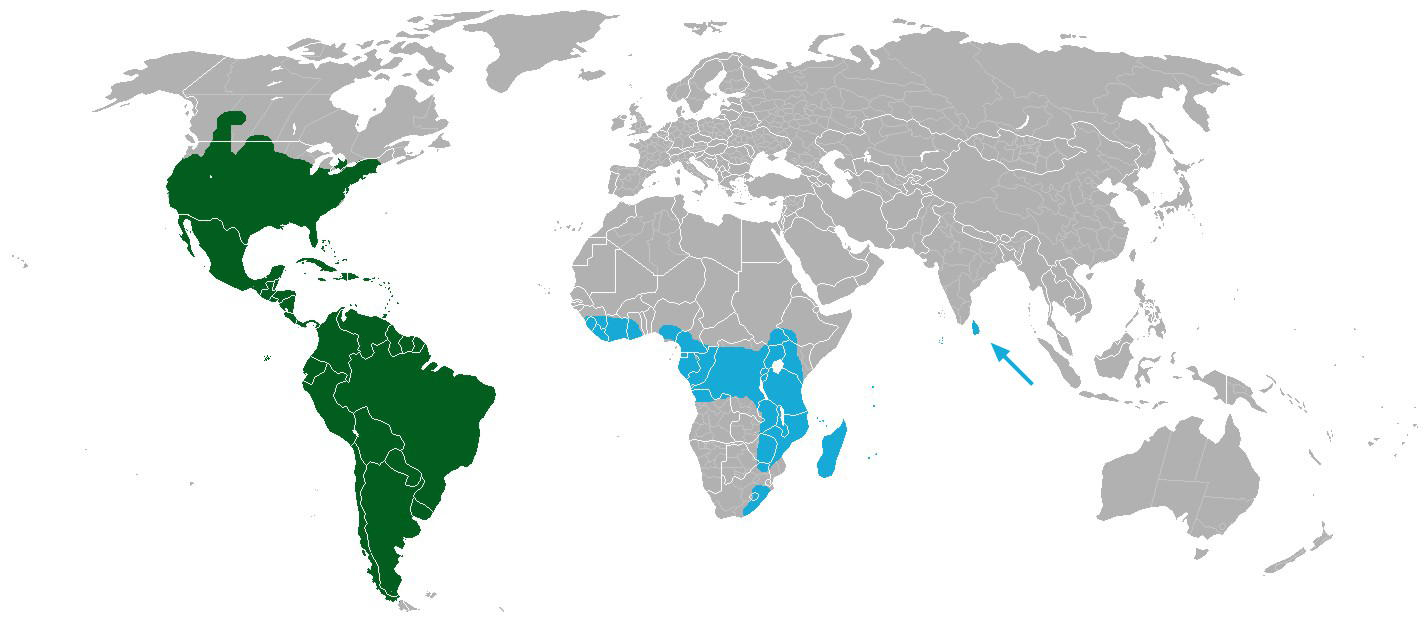
サボテンの自生地域;
リプサリス・バッキフェラのみ
Rhipsalis baccifera以外

サボテン類の原産地はアフリカ大陸からインド洋にも分布を広げている Rhipsalis 属の数種を除き、南北アメリカ大陸および周辺の島（ガラパゴス諸島など）に限られる。乾燥地で見られる種が多いが、中南米熱帯の森林地帯で樹木や岩石上に着生して育つ種や高山に生える種、北米の湿潤な温帯や冷帯に育つ種もある。しばしばサボテンは暑い気候を好む種ばかりであると誤解されることがあるが、その分布域の気候は様々であり、低温に弱い種もあれば、氷点下になっても生存できる種もある。
Rhipsalis を除くサボテンがアフロ・ユーラシア大陸にもたらされたのは新大陸発見以後である（したがってそれ以前の旧世界を舞台にした映画にサボテンが出てくると時代考証的に誤りとなる）。一部のサボテンは乾燥耐性、再生力の強さから、侵略的外来種として猛威を振るう場合がある。アフリカ大陸やオーストラリア大陸には、Opuntia stricta（センニンサボテン）、Harrisia martinii（新橋）、Pereskia aculeata（杢麒麟）が侵入しており、特に O. stricta は世界の侵略的外来種ワースト100に選定されている。

## 栽培

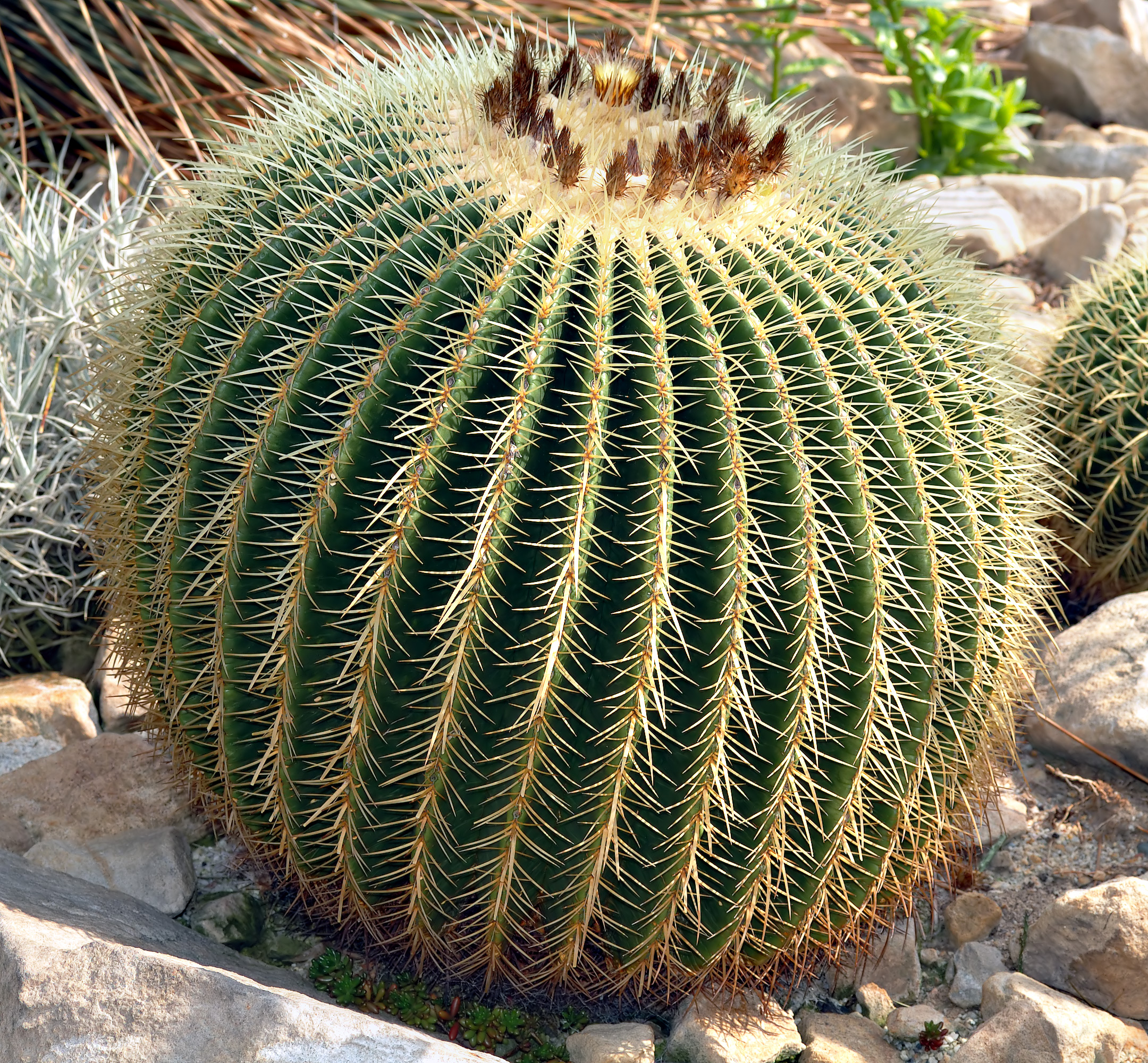
蕾をつけた金鯱（キンシャチ）

森林性サボテン（コノハサボテンや着生サボテン）を除く多くのサボテンが乾燥地帯に自生しているが、サボテンの自生する地域は乾季と雨季がはっきりしているだけで、サボテンは水を好む植物である。極度に乾燥するアタカマ砂漠に分布する種でも、栽培下ではかなりの水を必要とする。ちなみに、サボテンでも水栽培は可能である。

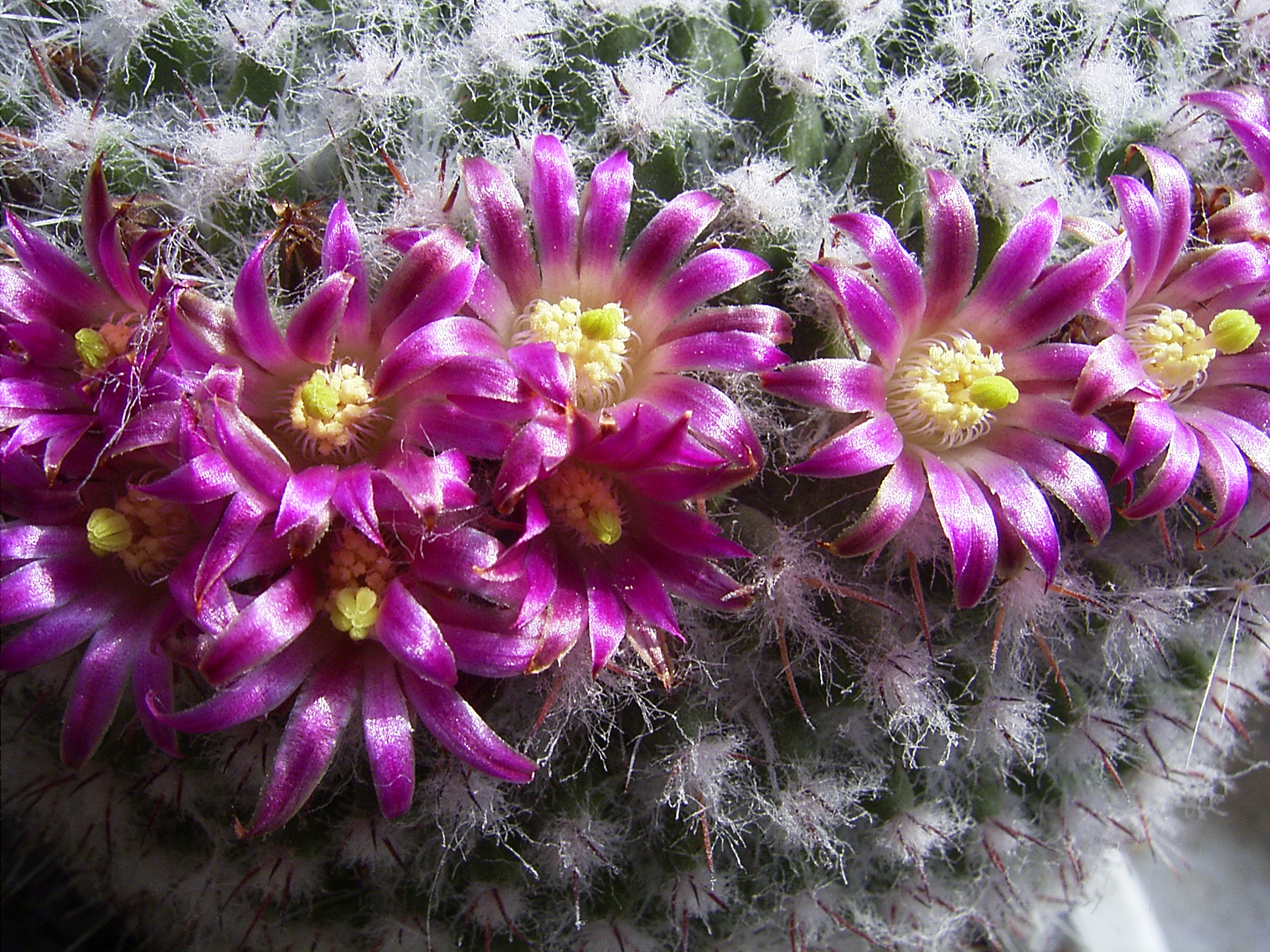
マミラリア属の花

種類によって成長する環境が異なったり、他の植物と比べ成長が遅かったりするため、一般の植物と同様に潅水すると根腐れを起こして枯死することが多い。ただし、枯死せず木質化するだけで済む場合もあるが特にウチワサボテンでは我々が普段見かける木にようになるため一般的なサボテンの姿ではないが、枯れたわけではなく木質化した場合は木質化した部分から新たな芽が生える。。開花については、育成環境（温度、湿度、光量、潅水）が悪いと開花しないし、開花年齢に達していないために開花しないことから誤解されるが、適切な管理を行えば花を咲かせる。サボテンの代表品種「金鯱（きんしゃち）」 (Echinocactus grusonii) は開花するまで30年前後かかるため、市中の花卉店で購入した場合には花を見るまでに相当の時間を要する。Turbinicarpus の様に実生2年で咲くものもあれば、エキノプシス属やシャコバサボテンの様に花サボテンとして一つのジャンルを確立しているものもある。

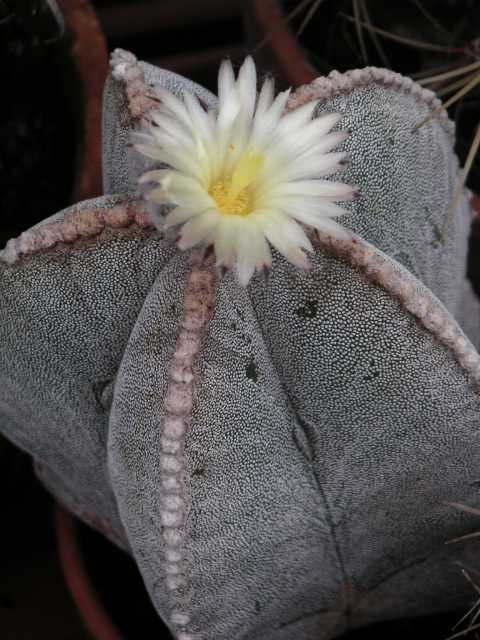
鸞鳳玉

サボテンは北米から中南米にかけての石灰岩質の砂漠などに生息しているイメージを持つ人が多い為、アルカリ性の土壌を好むと思われがちで、アルカリ性である焼灰や乾燥剤の生石灰を土に混ぜ入れる土壌改良が試みられる場合があるが、弱アルカリ性土壌に適するサボテンは一部の種だけである。日本の土壌は弱酸性から中性が主で、ほとんどのサボテン種に対応できると思われる。サボテンの土壌適応は様々であり注意が必要である。
サボテンは熱狂的な愛好家が多い植物である。刺を楽しむ品種（エキノカクタス属など）、花を楽しむ品種（エキノプシス属やシャコバサボテン属など）や交配によって改良種を作出して楽しむ品種（有星類：兜、鸞（らんぽう）鳳玉他）など栽培は個々人の趣味・嗜好により更に細分化されるため、特定品種を栽培する「名人」が品種毎に存在する。日本では全国各地にサボテンマニアの同好会が多数存在している。
日本では1900年頃からサボテンを販売する店が現れ、1930年頃にブームとなった。第二次世界大戦後の1950～1960年代には欧米への輸出も行われた。生産量トップは愛知県で、岐阜県と埼玉県が続く（2006年時点）。市町村別で最大産地である愛知県春日井市では春日井商工会議所が中心になり、「サボテンのまち」として地元にある中部大学やメキシコ政府・企業と連携しながら、食用などでまちおこしをめざす「春日井サボテンプロジェクト」を進めている（「#食用」でも後述）。

## 繁殖

### 種子繁殖
種子繁殖は一度に大量の苗が得られること、様々な個体変異が生じる可能性があることなどから試みられることが多い。
サボテンは自家不和合性（同一個体の花粉が柱頭に受粉しても結実しない）の種類が多く、結実させるためには同種の別個体の花粉を授粉する必要がある。日本ではほとんどの場合、昆虫たちが外来植物であるサボテンの花の蜜を吸う事を学習していないため、自家和合性の品種を除けば、事実上、人工受粉の作業が必須になる。なお、一つの個体から挿し木など栄養繁殖で増やされた個体同士は親と遺伝的に同一なクローンであり、同一個体からの挿し木同士や同一個体の幹と枝分かれした枝を挿し木したものなどを受粉させると、（自家和合性の品種を除き）自家受粉と同様に種子ができない。果実や種子の大きさや形は種類によってかなり異なる。果実は緑色から赤色に熟すものが多く、種子は通常黒色である。
採種するためには熟した果実をガーゼなどで包み、水中で押し潰すようにして洗うとよい。ただし、ウチワサボテンのように果実に棘を有している場合には注意が必要である。ガーゼに残った種子は紙の上などで乾燥後播種するとよい。播種はポットに清潔な用土を満たし、充分潅水した後に行うとよい。微細な種子は播種後に覆土（土をかぶせること）する必要はないが、発芽するまでは絶対に乾燥させないよう腰水（底面吸水）潅水を行う。播種後に鉢の表面を紙で覆い、さらにガラス板などで覆うとよい。
発芽後は直ちに紙を取り除き、ガラス板の覆いを少しずつ開けていくとよい。

### 栄養繁殖
挿し木
枝や吹いた仔を切り取って挿し木する。挿し木する部分は鋭利な刃物で切り、切り口は日陰で通常1週間くらい乾燥させる。太い柱サボテンなら2〜3週間くらい乾燥させる。用土は砂、バーミキュライトなどを少し湿らせたものを使う。挿し木する部分は、用土に埋めたり突き刺したりせずに、静かに置いておく。
切り口が大きい場合は乾燥中に中心部が凹み、挿し木に支障があるため、予め周囲の皮の部分を削り、中心部を突出させた状態で乾燥させた方がよい。
接ぎ木
根腐れしやすい種をしにくい種の台木に接いだり、生長が遅い種を早い種の台木に接ぐことで栽培を容易にするのが利点である。 さらに、開花しやすい台木に接いで花を鑑賞しやすくするほか、種子を採りやすくして親木の栽培にも用いられる。
コノハサボテン、ハシラサボテン、ウチワサボテンなどを台木として用いることが多い。繁殖力が強いコノハサボテンは実生苗や小苗の促成栽培に用いられ、花が咲きやすいウチワサボテンは開花促進、寿命が長いハシラサボテンは標本株の維持に使い分けられる。 台木がハシラサボテンかウチワサボテンの場合は、台木と接ぎ穂の維管束を一点だけでも合わせ、活着するまで糸で固定する（実生接ぎでは特に固定しない）。台木がコノハサボテンの場合は、尖らせた台木の先端を接ぎ穂に刺してからピンやサボテンの棘で固定する。特殊な接ぎ方として、実生接ぎ、一部の刺座部分だけの接ぎ木、逆さ接ぎなどがある。
台木は1年で交換するもの（Opuntia humifusaなど小型のウチワサボテン）から10年以上も栽培できるもの（Myrtillocactus geometrizansなど大型のハシラサボテン）があるが、根圏の広さや栄養条件などの栽培環境により、台木の寿命は大幅に変わる。
緋牡丹など、葉緑素を持たないので、この方法でしか育てることができない品種も存在する。
ハシラサボテンを台木や穂木とする場合、挿し木と同様に皮の部分を削り取り、中心部を突出させて調整する必要がある。また、ウチワサボテンを台木とする場合は扁平な両端部分を斜めに削り落としておく方がよい。これらの作業を怠るとサボテンが変形して活着しないことがある。
穂木と台木の属が異なる場合、不親和性が見られる場合もあるため注意を要する。相性によっては活着しなかったり、数年で台木を交換する必要が出てくる。
ウイルス感染を防ぐため、1つのサボテンを扱うごとにナイフなどを消毒する必要がある（実生苗などウイルスフリー株を除く）。

## 利用

### 食用

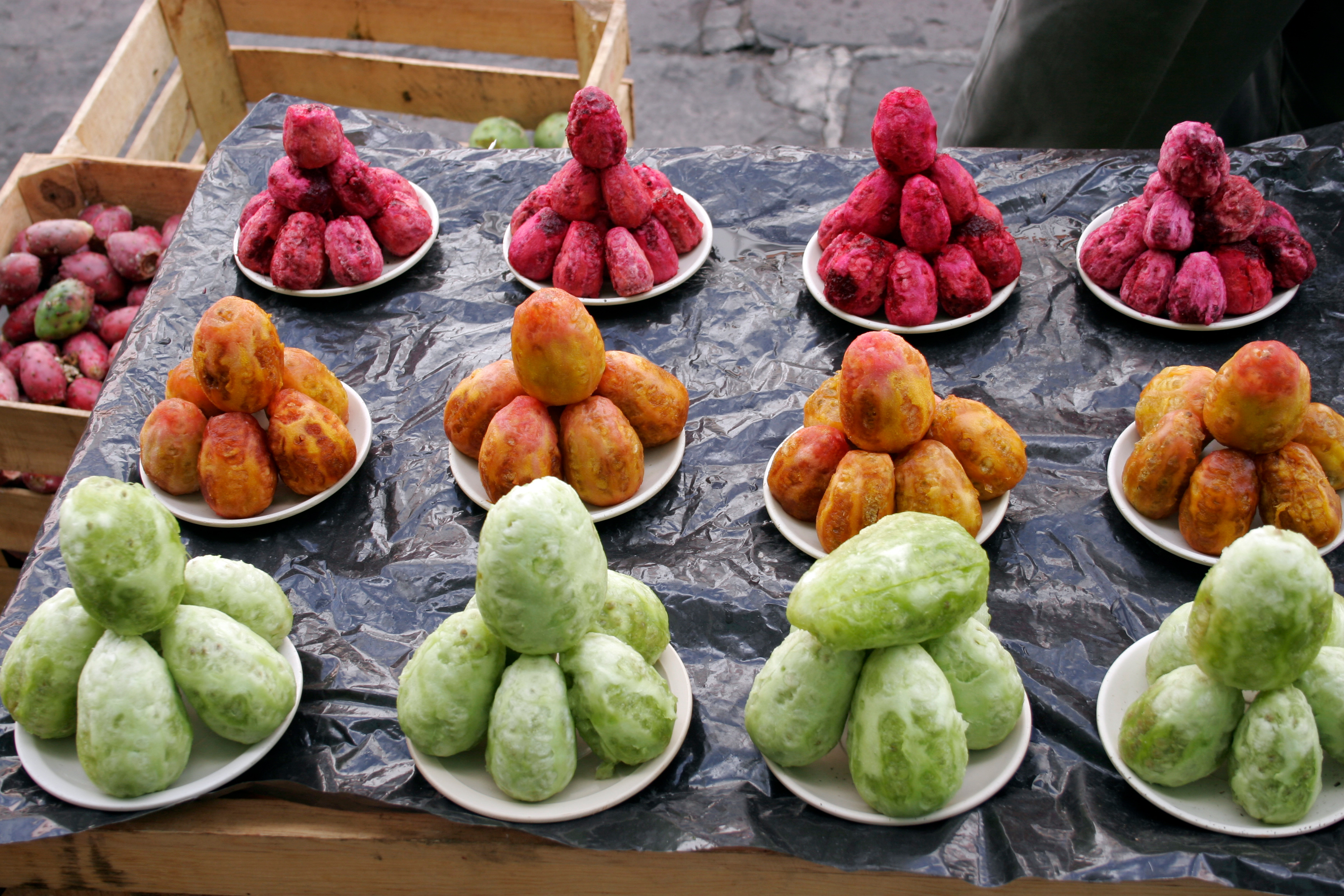
屋台で売られているトゥナ

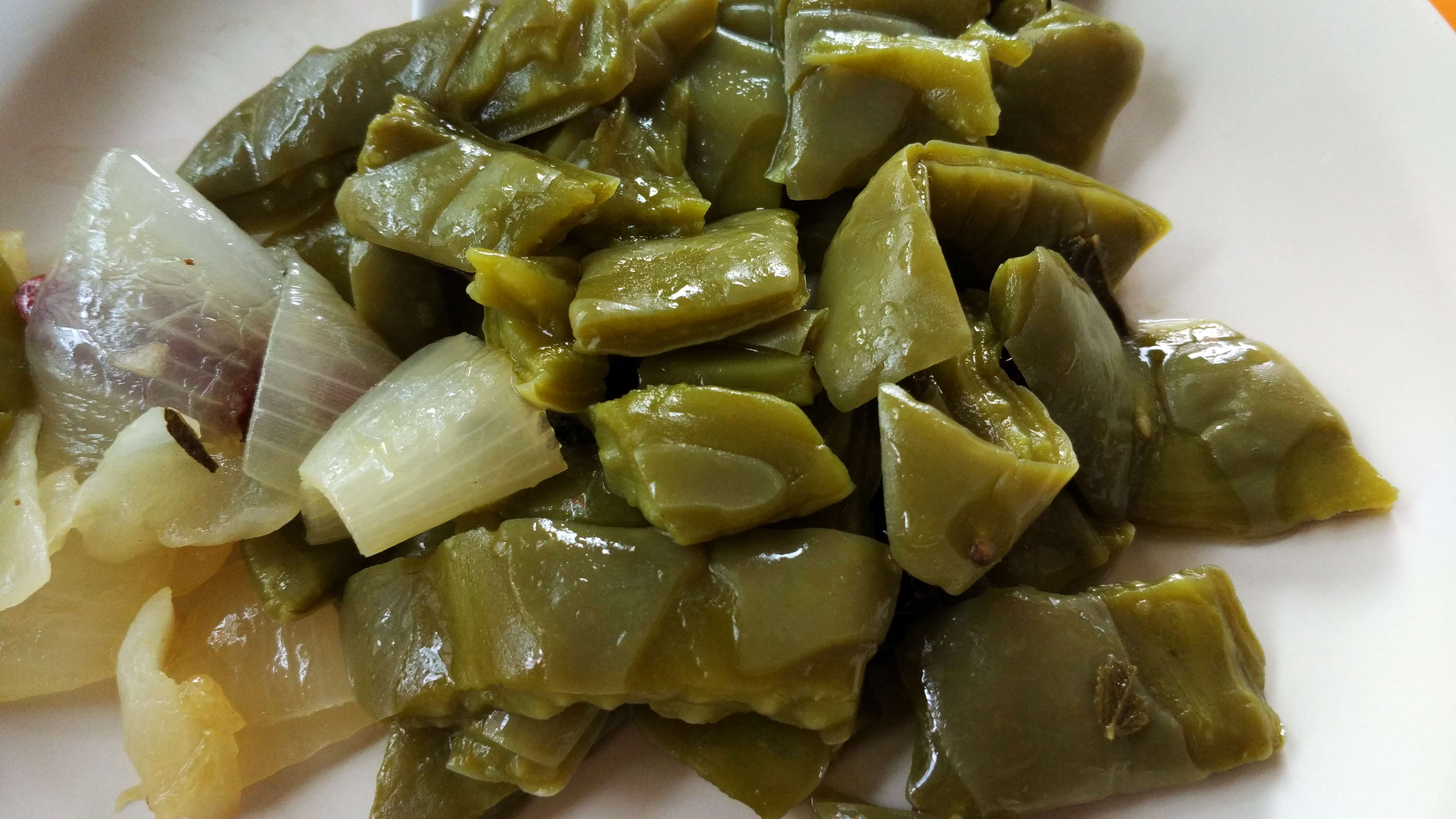
ノパルの野菜炒め

紐サボテン属の果実（ドラゴンフルーツ）やウチワサボテン属の果実（トゥナ：Tuna）は主に中南米、北アフリカ、アラブ諸国のほかスペイン、フランス、ギリシャ、イタリアといったヨーロッパの国々で一般的な果物である。ウチワサボテン属はメキシコ、イスラエル、タイなどで果樹として栽培もされている。ウチワサボテンの若い茎節ノパルはメキシコ料理では野菜として扱われる。豊富なミネラルと繊維質、ビタミンを含み、昔から貴重な食物として珍重された大切な栄養源である。さらに傷の手当、熱さましなどの治療、肥満、糖尿病、二日酔い、便秘、日焼けによるシミなどを予防する民間薬としても使われてきた。
メキシコではかつて、ノパルやツゥナは貧困層が食べる野菜だったが、現在では健康に良いとして富裕層にも広がっている。サボテンの加工食品（トルティーヤ、ピクルス、スナック菓子など）を製造する企業もある。
アメリカ合衆国の育種家ルーサー・バーバンクは、サボテンを改良して食用、飼料用のトゲナシサボテンを作り上げた。バーバンクはヒョウが口を血だらけにしてサボテンを食べている姿を見て、トゲナシサボテンへの改良の着想を得たという。同国サンタローザ (カリフォルニア州)にあるバーバンク博物館で栽培・展示されているが、棘が残るものが時折生じており、完全な棘なしではない。
日本では、サボテンの棘を抜いた上で焼いてサボテンステーキを提供する店もある。春日井市ではサボテン料理店が複数あり、ノパルの加工食品が販売されている。愛知県にある名城大学農学部はサボテンのPRや商品開発に取り組む「ノパルノプロジェクト」を進めており、2020年10月にはサボテンを使ったパンを学内カフェで提供した。
動物飼料
水分を多く含むノパルを飼料として与えると家畜の飲水量を抑制でき、乾燥地帯における畜産業の助けになる。また、ラクダにとってはサボテンは全草すべてが豊富な水分を蓄えた食料であり、ラクダは口内に硬い乳頭突起を持ちトゲを無視して食べることが出来るため野生種、家畜ともに好んで摂食している。
その他、染料となる昆虫コチニールカイガラムシの養殖にも使われた。

### 薬
ペヨーテ（peyote, Lophophora williamsii、和名はウバタマ「烏羽玉」）というサボテンにはメスカリンなどのアルカロイドが含まれ、これを乾燥したものを噛んだり煎じて飲んだりすると幻覚や高揚感を得られる。ナヴァホ族などのアメリカ・インディアンの一部部族はペヨーテを宗教儀式のときに使うことがある。
また、中南米の先住民は食用ウチワサボテンを火傷、痛みの緩和、胃疾患、皮膚疾患、肝障害、アルコール依存症などの治療に用いた。また、食用ウチワサボテンは血糖低下作用・コレステロール低下作用・脂質吸収阻害・抗ウイルス作用なども確認されている。

### 観葉植物・建築・囲い
さまざまな品種が観葉植物として育てられている。また、棘を持つことから防犯効果を持つ生垣や畜産動物を守る柵（Pen）にも用いられる。
キリンドロプンティア属のサボテン（Cholla Wood、チョーヤ）は、メッシュ状の多孔質骨格の木材となり観賞用の水槽などに沈められたりする。
アメリカ先住民がベンケイチュウを用いて、家や橋などを建てたが現在では保護されている。

### それ以外の利用

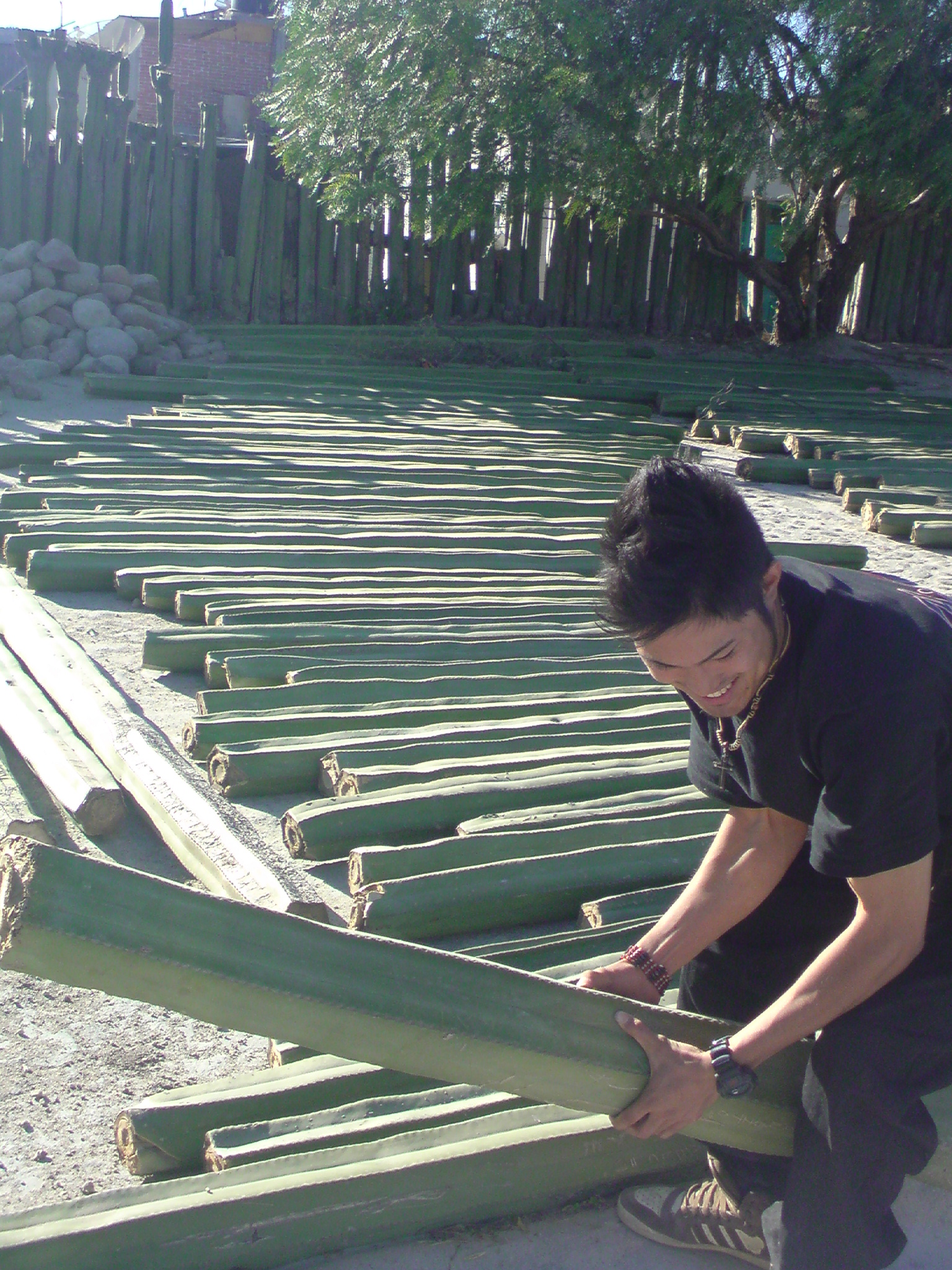
柱サボテンを一列に挿し木してフェンスにしている。

チリやペルーなどでは柱サボテンの芯でレインスティック（rainstick）という楽器が作られている。この柱サボテンは主に Normata と呼ばれる種で、その木質の芯のまわりから中の空洞にサボテンのとげをたくさん突き刺し、空洞に多くの小石を入れてある。これを傾けると小石が棘に当たって雨のような音が出る。
ケレウス属の妖精の城（Cereus tetragonus）や鬼面角（Cereus peruvianus）などいくつかの品種が電磁波サボテンなど称して、電磁波を吸収するサボテンとして販売されることがあるが、科学的根拠はもとより、その根拠となっている論文も存在しない。
岐阜県のサボテン生産業者が販売促進目的で広めたという説が有力である。なお、その他の植物でも同様の売り文句で売られることがあるがやはり根拠が存在していない。
アルゼンチンのウマウアカではサボテンの芯を建築材やランプシェードとして加工している。メキシコのオアハカ州などでは成長した柱サボテンを一列に並べてフェンスとして活用している。
柱サボテンの棘は蓄音器の針として利用され、ソーン針（thorn needle）と呼ばれる。鉄の針ほどレコードを傷めず、竹の針よりすり減りにくいため一部の蓄音器愛好家に人気があるが、他の針に比べると高価である。
テキーラ（メスカル）の材料として誤解されることがあるが、テキーラの素になるものはリュウゼツランである。

## 文化

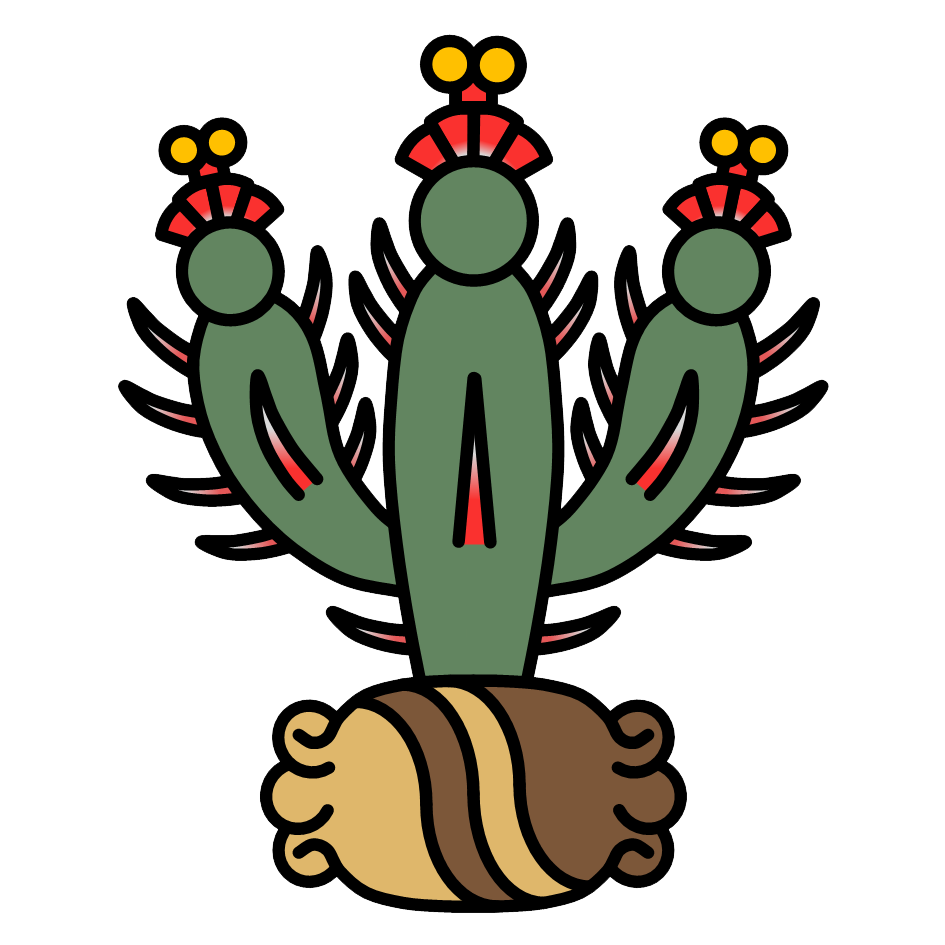
アステカの首都テノチティトランを表す浮彫。テノチティトランは、「石のように硬いサボテン」や「神聖なサボテンの場」などの意味があるとする説がある。
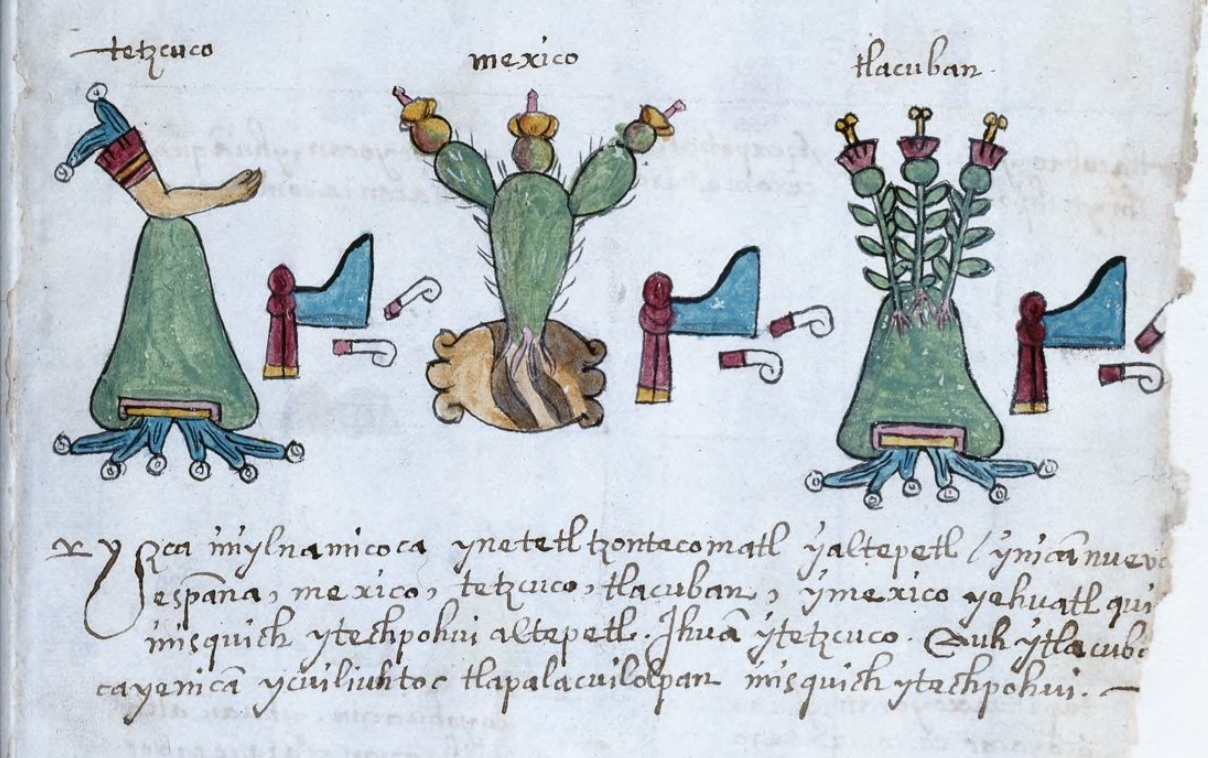
オスナ絵文書（英語版）の中の挿絵。左からテスココ、メシコ（テノチティトラン）、トラコパン
メキシコの国旗。湖の中央の岩に生えるサボテンに止まった蛇を咥えた鷹は、アステカ神話にある首都建設の予言から。

## サボテン園

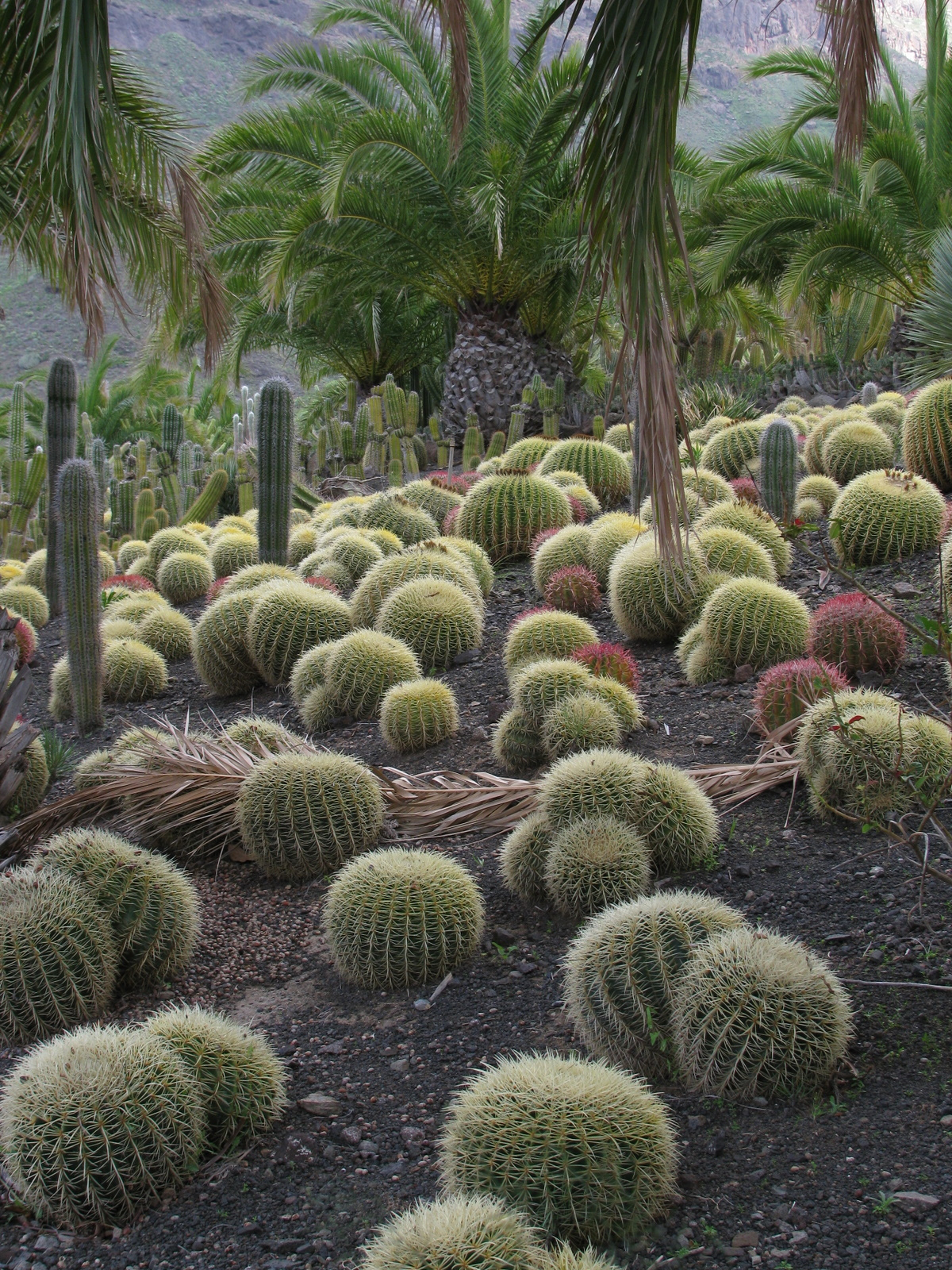
グラン・カナリア島のラ・アルデア・デ・サン・ニコラスにあるサボテン園

サボテン園（英：Cactus_garden）カクタリウム（cactarium）またはcactuario(ラテン語でcactarium)もしくはサボテン室は、サボテンを専門に植えた庭園や植物園あるいは温室である。
一般にサボテンを専門に集めているが、サブラ、竜舌蘭/アガベ、ヒルガオなど他の砂漠地帯に生息する植物を入れることもあるが、これにはサボテンを加えて乾燥地帯を再現するゼリスケープガーデンという総称的な呼称がある。
サボテンは乾燥した環境を必要とするため、多くの国では雨を防ぐための温室/サボテン館でコレクションが保管されている。サボテン館はまた、世界の砂漠に自生する他の植物科の植物をホストする傾向がある。
水の必要性が低いため、持続可能なガーデニングとしても選択が可能。

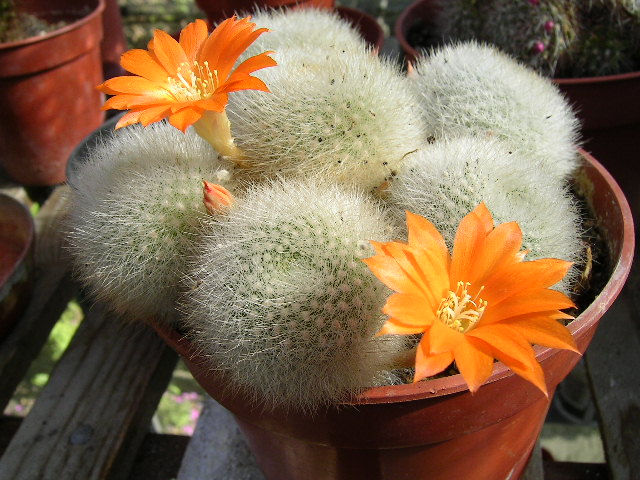
レブティア・ミヌスキュラ

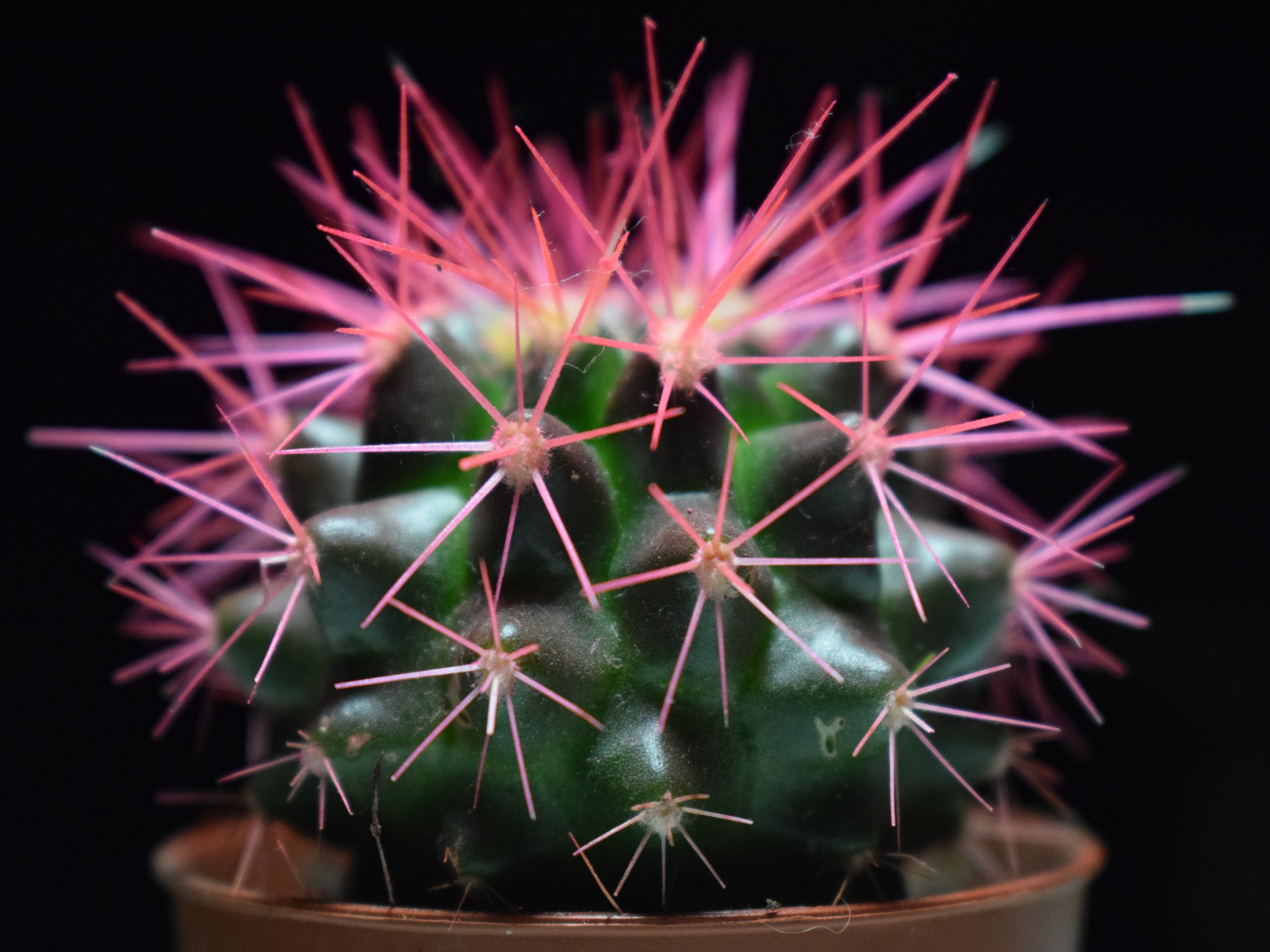
hand-painted スパイクを持つEchinocactus grusonii

サボテンは、ヨーロッパ人にとって珍奇な外見から、ヨーロッパ人による最初のアメリカ大陸植民地化から注目され、16世紀にはすでに観賞用植物としてヨーロッパに持ち込まれた。
サボテンの最初のコレクションとして、16世紀後半に薬剤師のモーガンによってロンドンで収集されたことが知られている。サボテンなどの多肉植物は常に人気が継続し、そうして多くのサボテンの生物学的特性 - 頻繁でない水やりの耐性と乾いた空気（後者は室内栽培には不可欠）および栄養生殖の手軽さ - によって促進されていった。また、室内栽培のサボテン（特にレブチア）は夏の間、鉢のまま庭に移動させることが可能とわかる。ヨーロッパでは各国の植物園だけでなく個人の温室でも、かなりのコレクションを蓄積している。
アメリカでは、アリゾナ州のツーソンからフェニックスにかけて、サボテン公園や砂漠植物園がいくつかある。
日本での場合サボテン園というと、サボテン・多肉植物を専門に扱う生産販売店や農場のケースがあるので注意。植物園としては前述の伊豆シャボテン公園のほか、常盤公園 (宇部市)ときわミュージアム本館サボテン室、緑と花と彫刻の博物館サボテン室、夜越山森林公園サボテン園などがある。サボテン公園も参照。
宮崎県日南市にはかつてサボテンハーブ園が存在した。

## サボテンの分類

### Cactoideae カクタス亜科

#### Browningieae ブラウニンギア連
- Armatocereus Backeb. アルマトケレウス属
- Browningia Britton & Rose ブラウニンギア属
- Jasminocereus Britton & Rose ヤスミノケレウス属
- Neoraimondia Britton & Rose ネオライモンディア属
- Stetsonia Britton & Rose ステットソニア属

#### Cacteae カクタス連
- Acharagma (N.P.Taylor) Glass アカラグマ属
- Ariocarpus Scheidw. アリオカルプス属

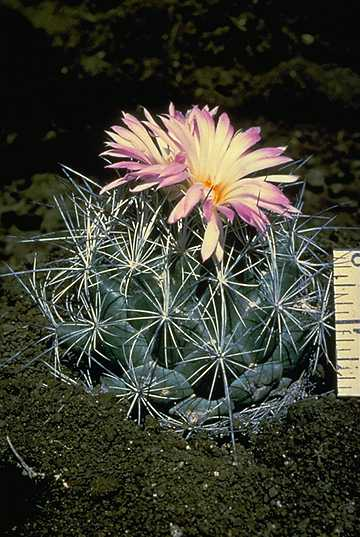
サボテンの種類多肉植物の種 Coryphantha ramillosa

- Astrophytum Lem. アストロフィツム属（有星類）
  - A. asterias カブトマル（兜丸）
  - A. myriostigma ランポウギョク（鸞鳳玉）など
- Aztekium Boed. アズテキウム属
- Coryphantha (Engelm.) Lem. コリファンタ属
- Echinocactus Link & Otto エキノカクタス属
  - E. grusonii キンシャチ（金鯱）など
- Echinomastus Britton & Rose エキノマスタス属
- Epithelantha F.A.C.Weber ex Britton & Rose エピテランタ属
- Escobaria Britton & Rose エスコバリア属
- Ferocactus Britton & Rose フェロカクタス属
- Geohintonia Glass & W.A.Fitz Maur. ゲオヒントニア属
- Leuchtenbergia Hook. ロイホテンベルギア属

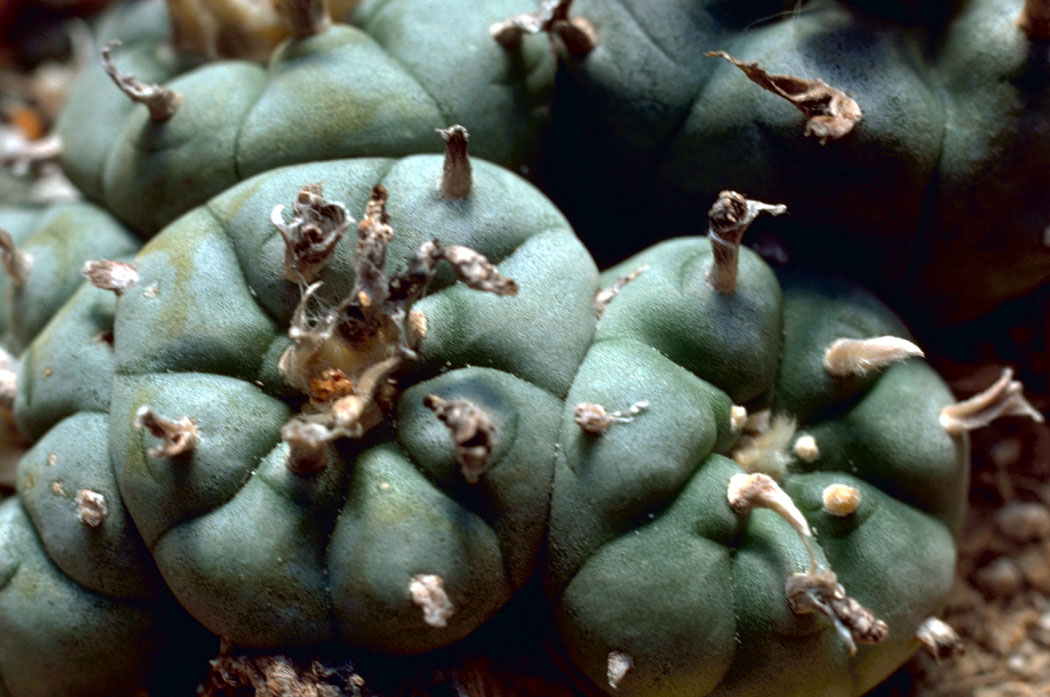
烏羽玉

- Lophophora J.M.Coult. ウバタマサボテン属（ロフォフォラ属）
  - L. williamsii ウバタマ（烏羽玉）など全3種
- Mammillaria Haw. マミラリア属
- Mammilloydia Buxb. マミロイディア属
- Neolloydia Britton & Rose ネオロイディア属
- Obregonia Fric オブレゴニア属
- Ortegocactus Alexander[35] オルテゴカクタス属
- Pediocactus Britton & Rose ペディオカクタス属
- Pelecyphora C.Ehrenb. ペレキフォラ属
- Sclerocactus Britton & Rose スクレロカクタス属
- Stenocactus (K.Schum.) A.W.Hill ステノカクタス属
- Strombocactus Britton & Rose ストロンボカクタス属
- Thelocactus (K.Schum.) Britton & Rose テロカクタス属
- Turbinicarpus (Backeb.) Buxb. & Backeb. ツルビニカルプス属

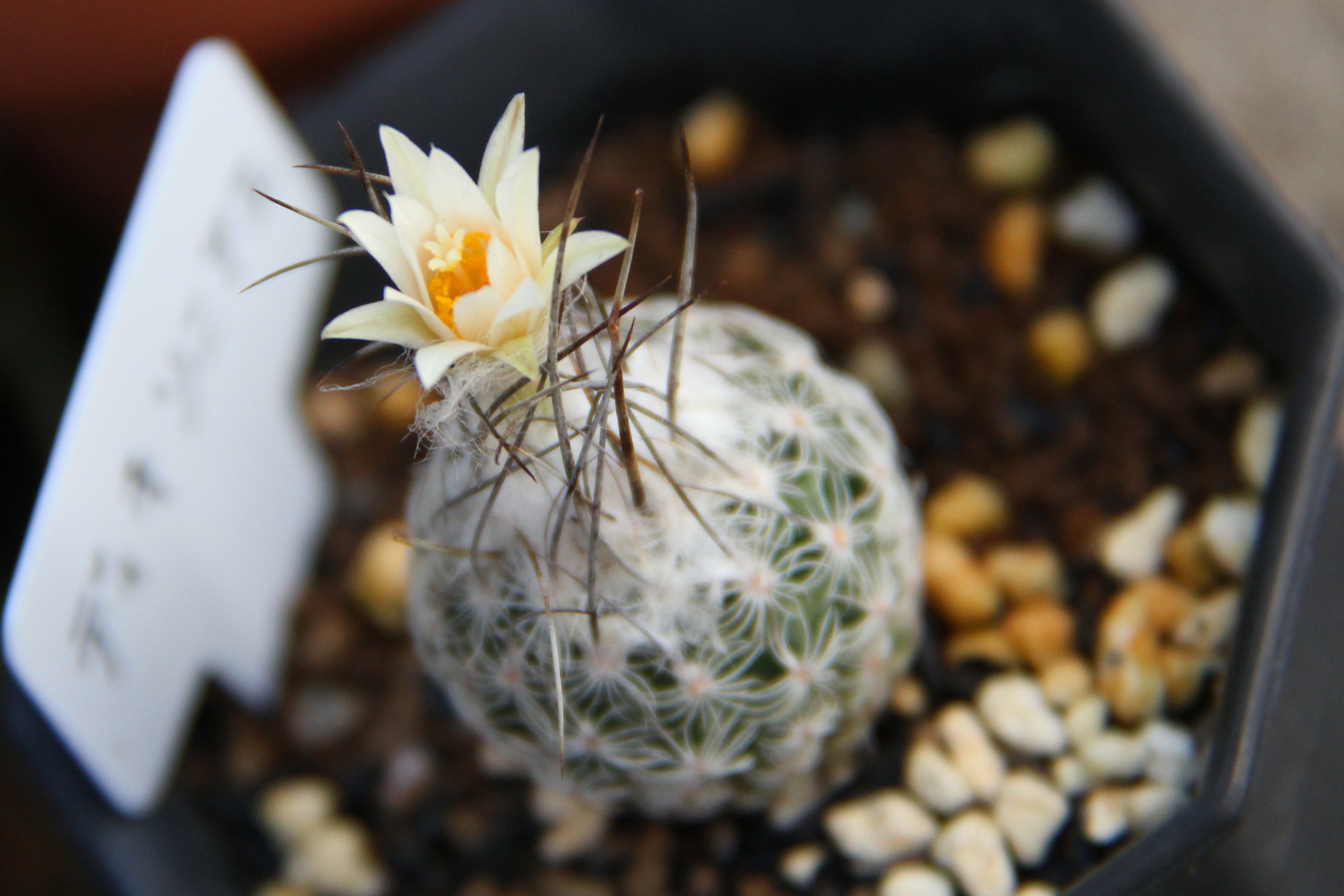
ツルビニカルプス ディキソニアエ

#### Calymmantheae カリムマンテウム連
- Calymmanthium F.Ritter カリムマンテウム属

#### Cereeae ケレウス連
- Arrojadoa Britton & Rose アロヤドア属
- Brasilicereus Backeb. ブラシリケレウス属
- Cereus Mill. ケレウス属
- Cipocereus F.Ritter キポケレウス属
- Coleocephalocereus Backeb. コレオケファロケレウス属
- Melocactus Link & Otto メロカクタス属
- Micranthocereus Backeb. ミクラントケレウス属
- Pierrebraunia Esteves ピエーレブラウニア属
- Pilosocereus Byles & G.D.Rowley ピロソケレウス属
- Praecereus Buxb. プラエケレウス属
- Stephanocereus A.Berger ステファノケレウス属
- Uebelmannia Buining ユーベルマンニア属

#### Hylocereeae クジャクサボテン連
- Disocactus Lindl. ディソカクタス属
- Epiphyllum Haw. クジャクサボテン属

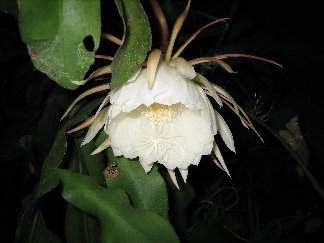
ゲッカビジン

  - E. oxypetalum ゲッカビジン（月下美人）など
- Hylocereus (A.Berger) Britton & Rose ヒモサボテン属
- Selenicereus (A.Berger) Britton & Rose セレニケレウス属
- Pseudorhipsalis Britton & Rose プセウドリプサリス属
- Weberocereus Britton & Rose ウェベロケレウス属

#### Notocacteae ノトカクタス連

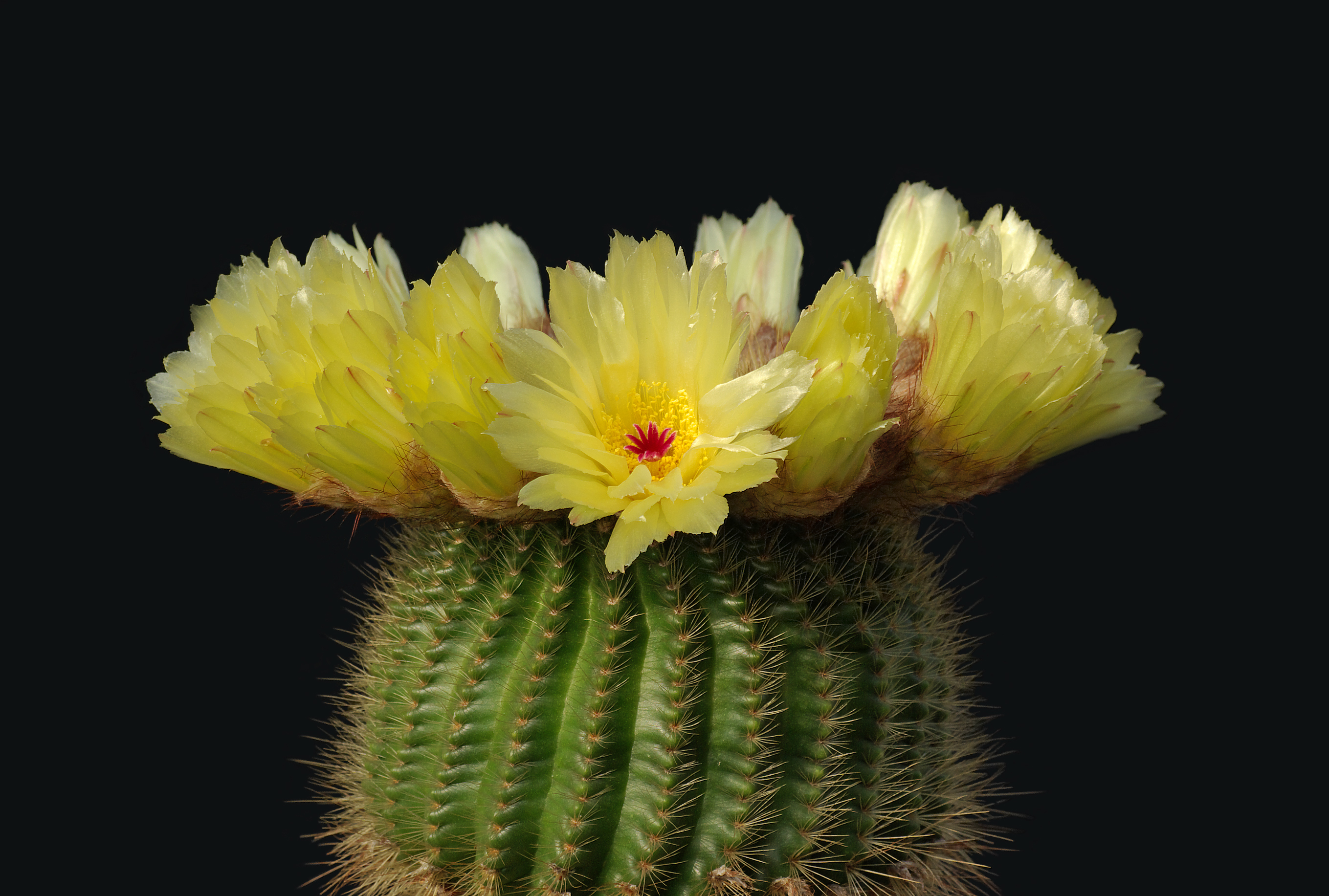
ノトカクタス・ミニムス
Notocactus minimus

- Austrocactus Britton & Rose アウストロカクタス属
- Blossfeldia Werderm. ブロスフェルディア属
- Cintia Knize & Ríha キンティア属
- Copiapoa Britton & Rose コピアポア属
- Eriosyce Phil. エリオシケ属
- Eulychnia Phil. エウリクニア属
- Frailea Britton & Rose フライレア属
- Neowerdermannia Fric ネオウェルデルマンニア属
- Parodia Speg. パロディア属
- Yavia R.Kiesling & Piltz ヤヴィア属

#### Pachycereeae パキケレウス連

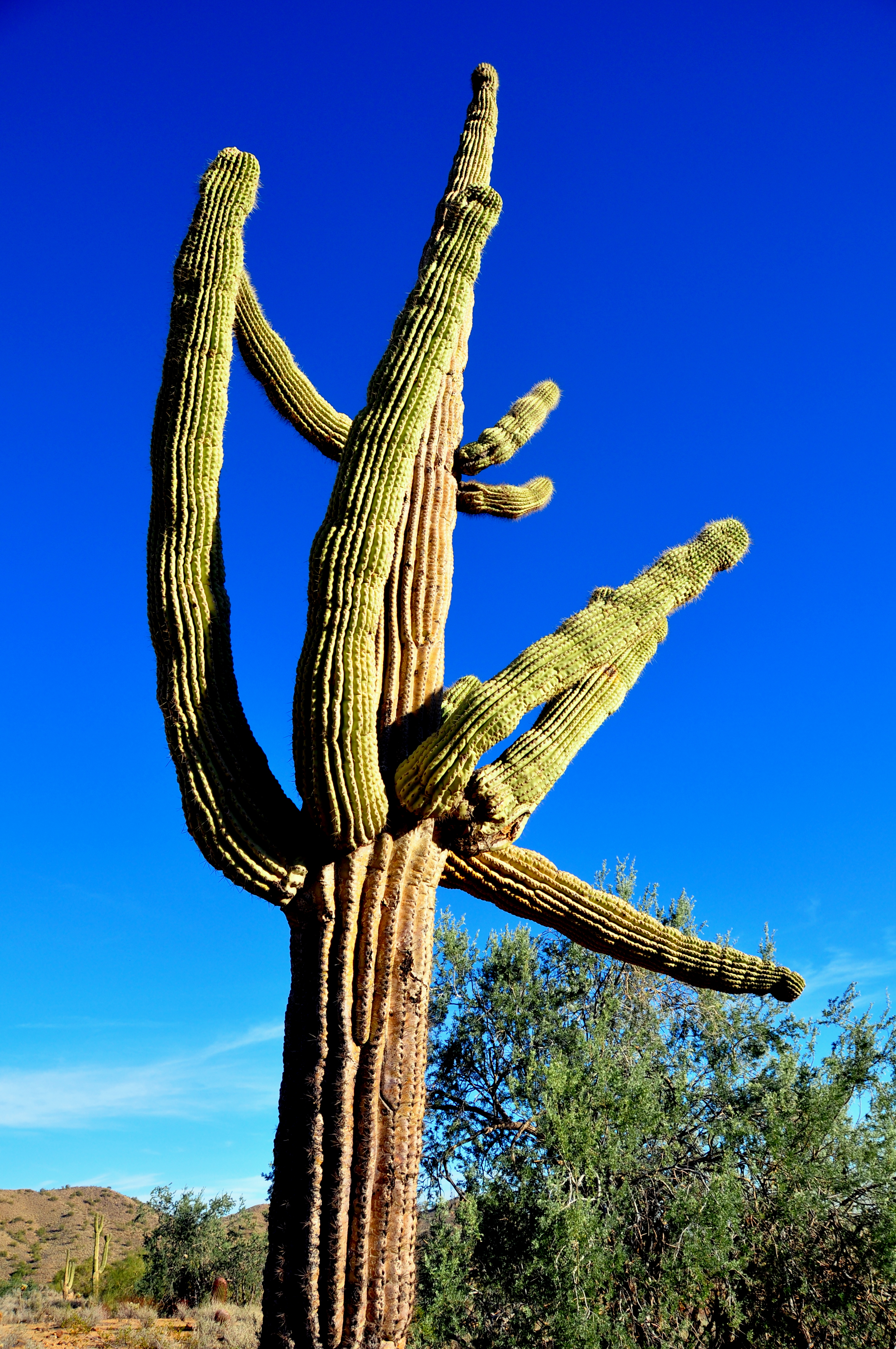
ベンケイチュウ

- Acanthocereus (Engelm. ex A.Berger) Britton & Rose アカントケレウス属
- Bergerocactus Britton & Rose ベルゲロケレウス属
- Carnegiea Britton & Rose カルネギア属
- Cephalocereus Pfeiff. ケファロカクタス属
- Corryocactus Britton & Rose コリオカクタス属
- Echinocereus Engelm. エキノケレウス属
- Escontria Rose エスコントリア属
- Leptocereus (A.Berger) Britton & Rose レプトケレウス属
- ×Myrtgerocactus Moran ミルトゲロカクタス属（＝ミルティロカクタス属xベルゲロカクタス属）
- Myrtillocactus Console ミルティロカクタス属
- Neobuxbaumia Backeb. ネオブクスバウミア属
- ×Pacherocactus G.D.Rowley パケロカクタス属（＝パキケレウス属xベルゲロカクタス属）
- Pachycereus (A.Berger) Britton & Rose パキケレウス属（武倫柱）など
- Peniocereus (A.Berger) Britton & Rose ペニオケレウス属
- Polaskia Backeb. ポラスキア属
- Pseudoacanthocereus F.Ritter プセウドアカントケレウス属
- Stenocereus (A.Berger) Riccob. ステノケレウス属

#### Rhipsalideae リプサリス連
- Lepismium Pfeiff. レピスミウム属
- Rhipsalis Gaertn. リプサリス属

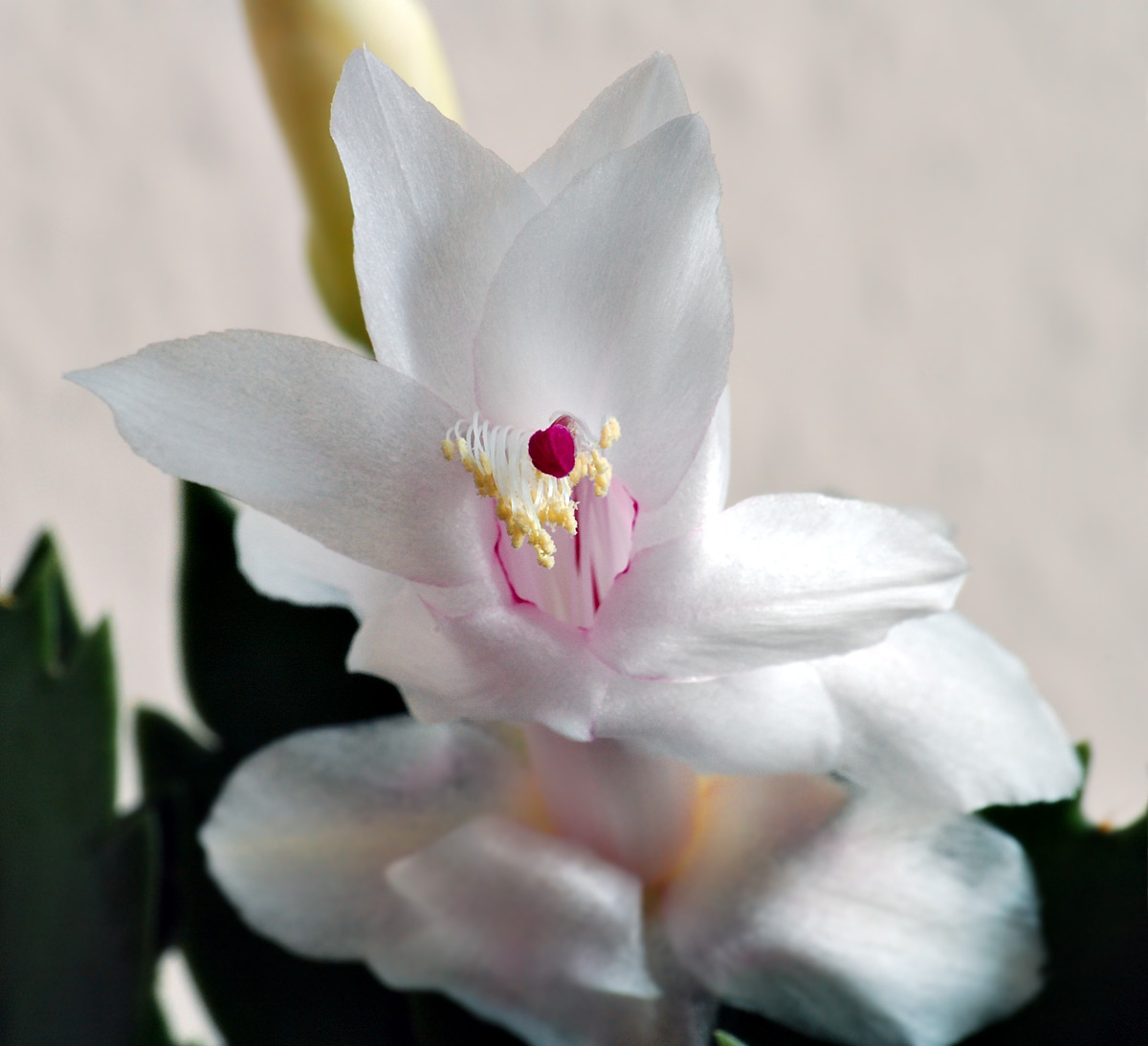
シャコバサボテンの花

- Hatiora Britton & Rose ハティオラ属
- Schlumbergera Lem. スクルンベルゲラ属（＝ジゴカクタス属、シャコバサボテン）

#### Trichocereeae トリコケレウス連
- Acanthocalycium Backeb. アカントカリキウム属
- Arthrocereus A.Berger アルトロケレウス属
- Brachycereus Britton & Rose ブラキケレウス属
- Cleistocactus Lem. クレイストカクタス属
- Denmoza Britton & Rose デンモザ属
- Discocactus Pfeiff. ディスコカクタス属
- Echinopsis Zucc. エキノプシス属
  - E. eyriesii タンゲマル（短毛丸）など
- Espostoa Britton & Rose エスポストア属
- Espostoopsis Buxb. エスポストオプシス属
- Facheiroa Britton & Rose ファケイロア属
- Gymnocalycium Pfeiff. ex Mittler ギムノカリキウム属

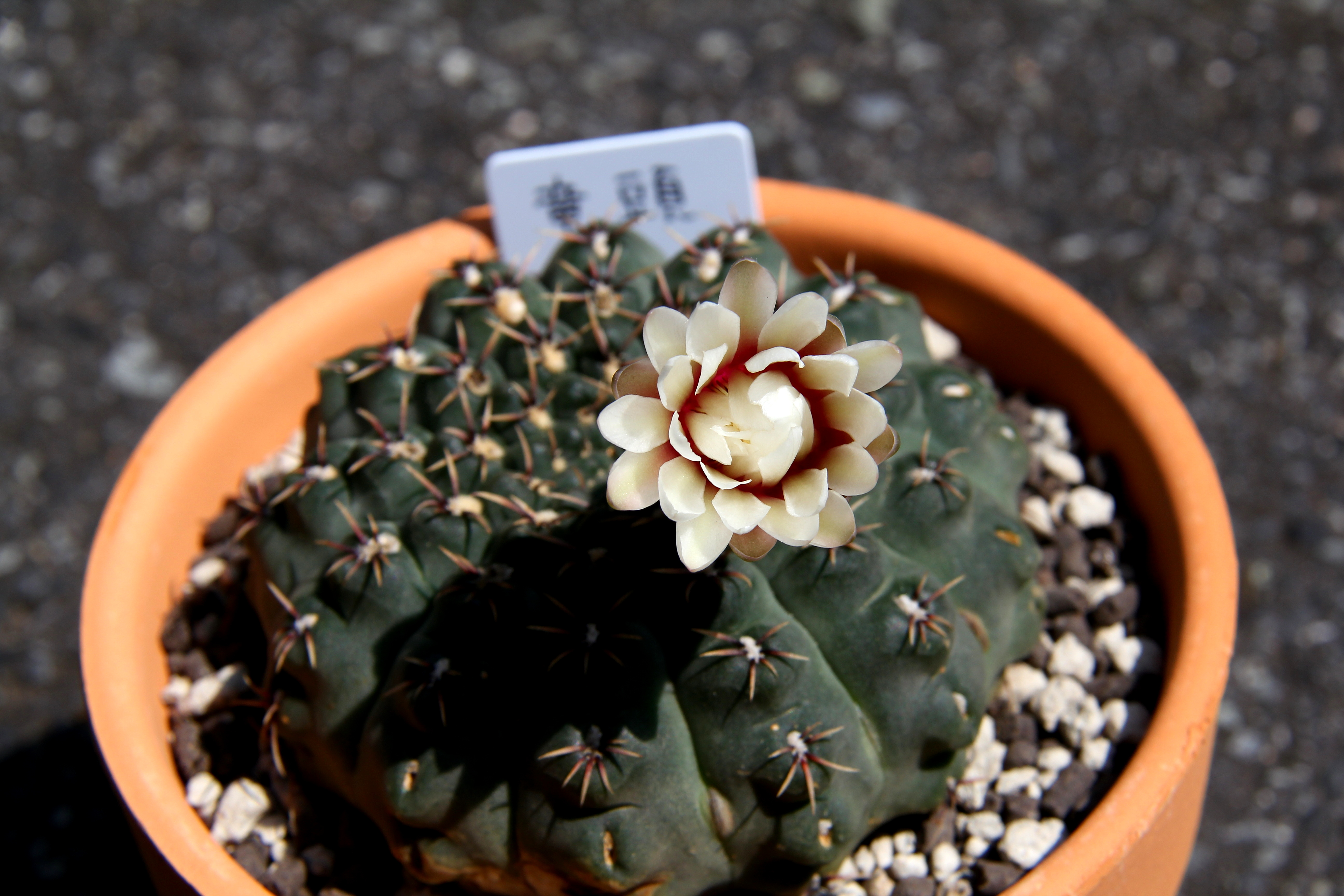
ギムノカリキウム 竜頭
Gymnocalycium quehlianum

- Haageocereus Backeb. ハーゲノケレウス属
- ×Haagespostoa G.D.Rowley ハーゲスポストア属（＝ハーゲノケレウス属×エスポストア属）
- Harrisia Britton ハリシア属
- Leocereus Britton & Rose レオケレウス属
- Matucana Britton & Rose マトゥカナ属
- Mila Britton & Rose ミラ属
- Oreocereus (A.Berger) Riccob. オレオケレウス属
- Oroya Britton & Rose オロヤ属
- Pygmaeocereus H.Johnson & Backeb. ピグマエオケレウス属
- Rauhocereus Backeb. ラウホケレウス属
- Rebutia K.Schum. レブティア属
- Samaipaticereus Cárdenas サマイパティケレウス属
- Weberbauerocereus Backeb. ウェベルバウエロケレウス属
- Yungasocereus F.Ritter ユンガソケレウス属

### Maihuenioideae マイフエニア亜科
- Maihuenia (Phil. ex F.A.C.Weber) K.Schum. マイフエニア属

### Opuntioideae オプンティア亜科

#### Austrocylindropuntieae アウストロキリンドロプンティア連
- Austrocylindropuntia Backeb. アウストロキリンドロプンティア属
- Cumulopuntia F.Ritter クムロプンティア属

#### Cylindropuntieae キリンドロプンティア連
- Corynopuntia F.M.Knuth コリノプンティア属
- Cylindropuntia (Engelm.) F.M.Knuth キリンドロプンティア属
  - チョヤサボテン（松嵐、ショウラン）
- Grusonia F.Rchb. ex Britton & Rose グルソニア属
- Micropuntia Daston ミクロプンティア属
- Pereskiopsis Britton & Rose ペレスキオプシス属
- Quiabentia Britton & Rose クィアベンティア属

#### Opuntieae オプンティア連

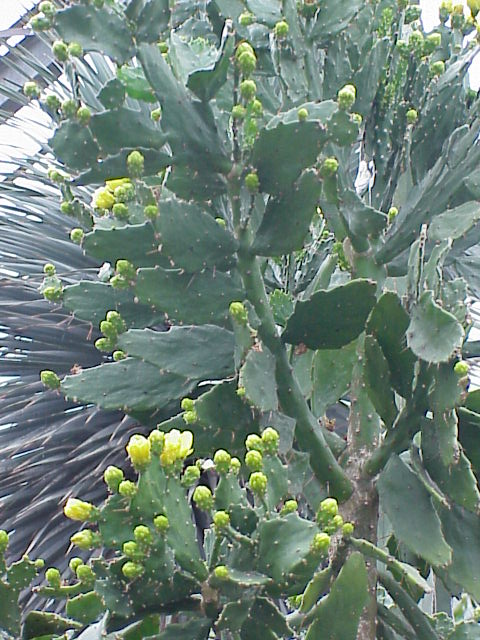
実をつけたオプンティア（Opuntia brasiliensis）

- Brasiliopuntia (K.Schum.) A.Berger ブラシリオプンティア属
- Consolea Lem. コンソレア属
- Miqueliopuntia Fric ex F.Ritter ミクェリオプンティア属
- Opuntia Mill. オプンティア属（ウチワサボテン属）
- Tacinga Britton & Rose タキンガ属
- Tunilla D.R.Hunt & Iliff トゥニラ属

#### Pterocacteae プテロカクタス連
- Pterocactus K.Schum. プテロカクタス属

#### Tephrocacteae テフロカクタス連
- Maihueniopsis Speg. マイフエニオプシス属
- Tephrocactus Lem. テフロカクタス属

### Pereskioideae コノハサボテン亜科
- Pereskia Mill. コノハサボテン属と言われている

## 保護
サボテン科全種はワシントン条約の附属書II類に指定されている（ただし、一部の交配種や木の葉サボテンなどは除く。また、Ariocarpus や Discocactus 等は附属書I類に指定されている）。